# 동물 학대

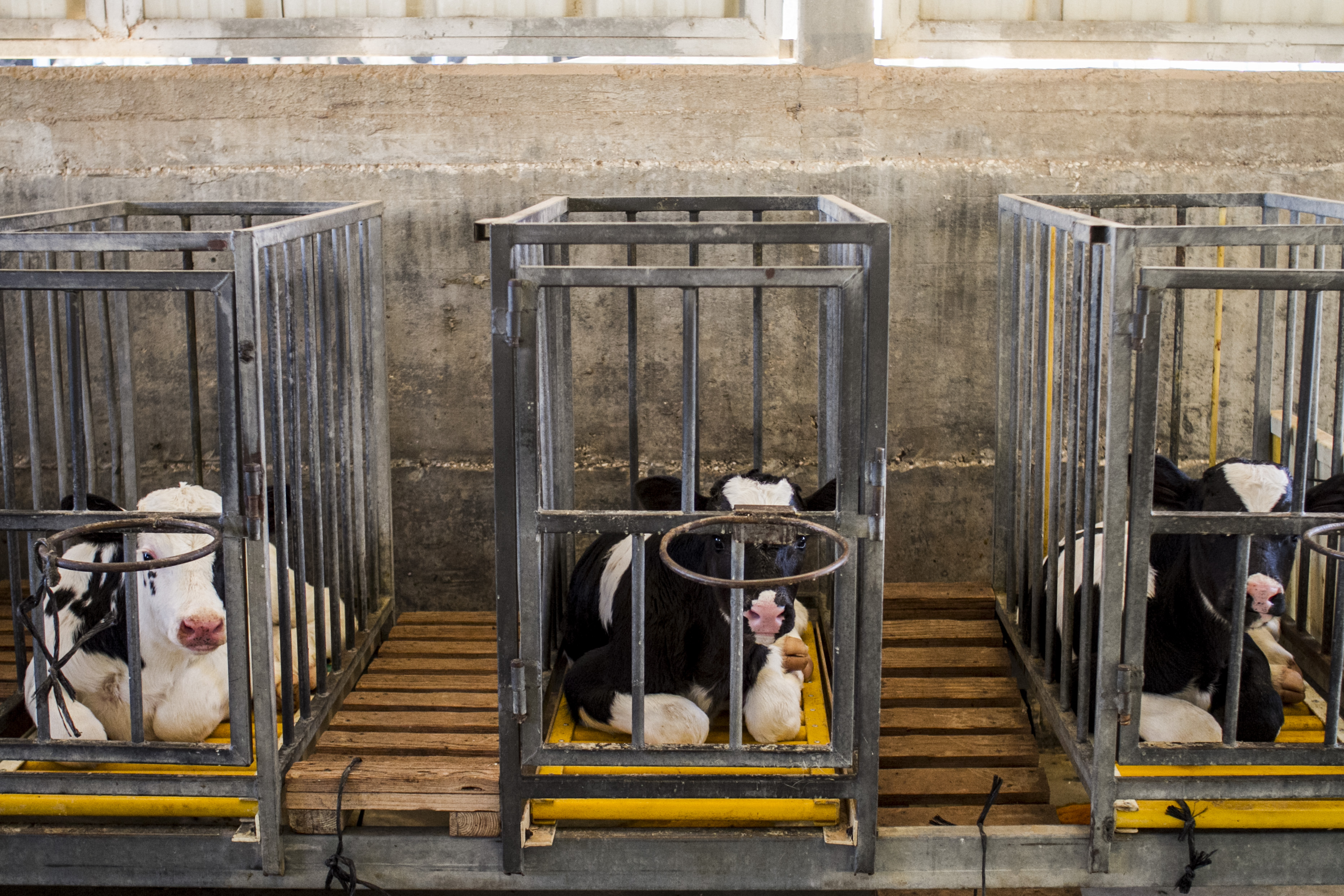
크기에 비해 작은 우리에 갇힌 송아지

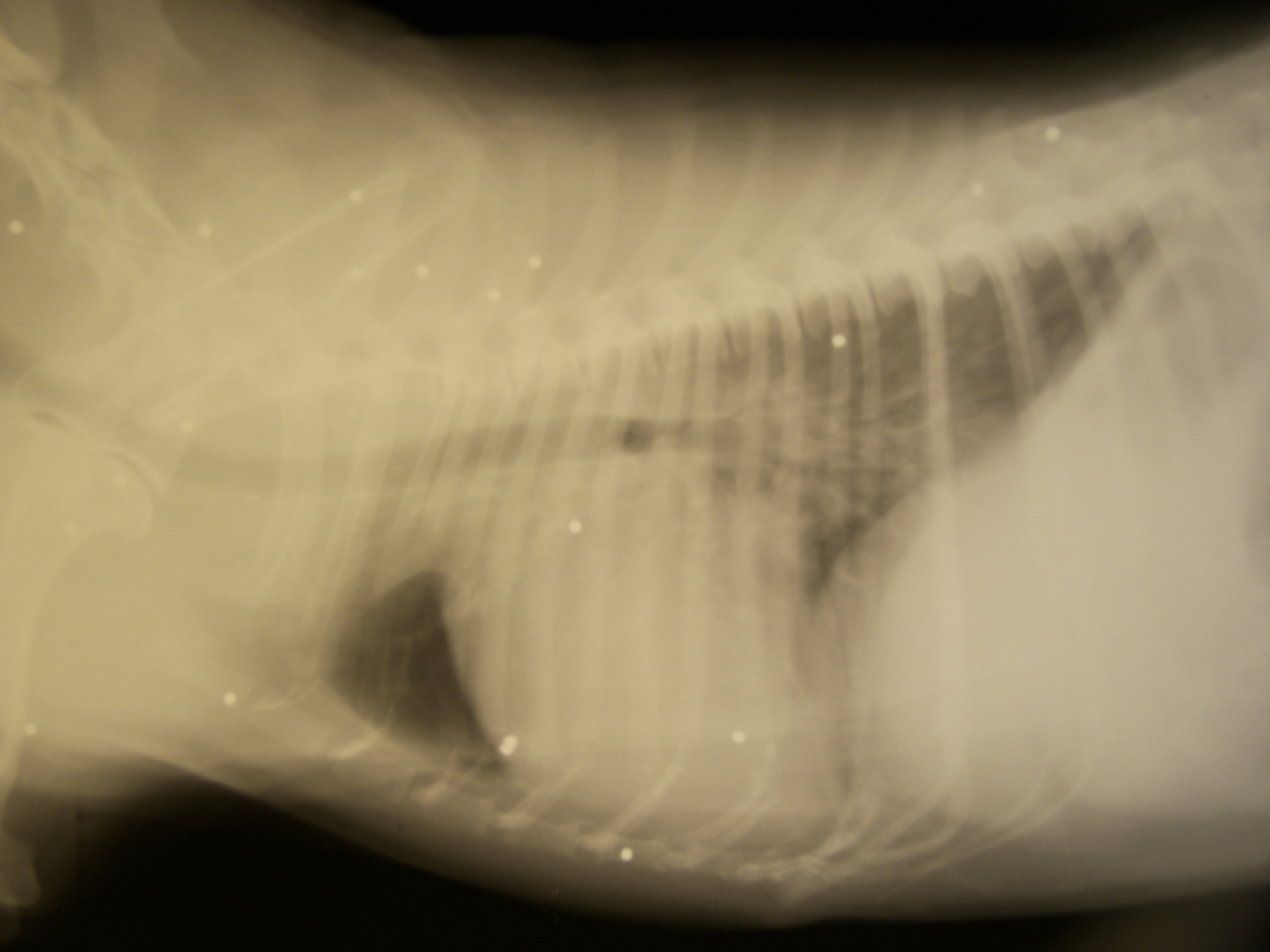
총에 맞은 고양이의 흉부 엑스레이. 하얀 반점이 산탄총 탄환이다.

동물 학대는 인간이 동물에게 고통이나 부상을 가하는 행위이다. 더 좁게는 식량이나 오락을 위해 동물을 죽이는 것과 같이 특정 목적을 위해 해를 가하거나 고통을 유발하는 것을 의미하며, 동물 학대는 때때로 동물성애라는 정신 질환 때문에 발생하기도 한다. 전 세계적으로 동물 학대 관련 법률은 관할 구역마다 다르다. 예를 들어, 일부 법률은 식량, 의류 또는 기타 제품을 위해 동물을 죽이는 방법을 규정하고, 다른 법률은 오락, 교육, 연구 또는 애완동물을 위한 동물의 사육에 관한 것이다. 동물 학대 문제에 대한 몇 가지 개념적 접근 방식이 있다.
투견과 같은 일부 행위는 널리 잔혹하다고 인정되지만, 모든 사람이나 문화가 동물 학대를 구성하는 것에 대해 동일한 정의를 가지고 있지는 않다. 많은 사람들은 돼지 새끼의 꼬리를 마취 없이 단미하는 것이 잔혹 행위라고 주장할 것이다. 다른 사람들은 이것이 돼지의 생애 후반에 해를 입히는 것을 방지하기 위한 육류 생산의 일상적인 기술이라고 반박할 것이다. 또한 동물 학대를 규제하는 법률은 국가마다 다르다. 예를 들어, 돼지 새끼의 꼬리를 자르는 것은 미국에서는 일상적이지만 유럽 연합(EU)에서는 금지되어 있다.
공리주의 지지자들은 비용과 편익의 관점에서 주장하며, 동물에 대한 허용 가능한 처우에 대한 결론은 다양하다. 일부 공리주의자들은 동물 복지 입장에 가까운 약한 접근 방식을 주장하는 반면, 다른 사람들은 동물권과 유사한 입장을 주장한다. 동물권 이론가들은 "불필요한"과 "인도적인"이라는 단어가 광범위하게 다른 해석을 허용하며 동물에게 기본권이 있다고 주장하면서 이러한 입장을 비판한다. 그들은 대부분의 동물 사용 자체가 불필요하며 고통의 원인이므로 동물을 보호하는 유일한 방법은 그들의 재산으로서의 지위를 종식시키고 그들이 물질이나 무생물로 간주되지 않도록 하는 것이라고 말한다.

## 정의 및 관점
역사를 통틀어 레오나르도 다 빈치와 같이 새장 속의 새를 사서 풀어주기도 했던 일부 개인들은 동물 학대에 대해 우려했다. 그의 공책에는 인간이 동물을 도살하기 위해 그들의 지배력을 이용한다는 사실에 대한 그의 분노도 기록되어 있다. 현대 철학자 나이젤 워버턴에 따르면, 인류 역사의 대부분 동안 지배적인 견해는 동물이 인간이 마음대로 할 수 있는 존재라는 것이었다. 사회학자 데이비드 니버트는 순화 (생물학) 과정이 인간에 의한 동물 착취, 특히 유라시아에서 급격히 증가했으며, 이것이 현대의 자본가 중심의 동물-산업 복합체 생성을 위한 길을 열었다고 주장한다. 이러한 착취의 대부분은 직접적인 신체적 폭력뿐만 아니라, 체계적인 억압과 노예화가 "동물들이 기본적인 필요를 충족시키지 못하게 하고, 자기 결정권을 잃게 하며, 자연적인 방식으로 살아갈 기회를 박탈했다"는 점에서 구조적 폭력도 포함했다. 그는 고고학적 발굴에서 발견된 수천 년 전의 가축 동물 유해가 수많은 뼈 병변을 보여주며, 이는 극심한 고통의 증거를 제공한다고 말한다.
기원전 8500년의 발굴은 노예화된 염소와 소에서 뼈 변형을 보여주었으며, "초기 가축들이 사육되던 조건으로 인한 스트레스의 징후"를 제공했다. 초기 청동기 시대의 양과 염소 유해는 뼈 두께가 현저히 감소한 것을 보여주는데, 이는 "영양 부족과 집중적인 착유의 복합적인 영향으로 인한" 칼슘 결핍을 반영한다.

몇몇 종교적 전통은 동물 복지를 중요하거나 근본적인 개념으로 장려했으며, 채식주의나 비거니즘을 권장했다. 예를 들어, 불교, 자이나교, 힌두교(특정 동물을 신성시함), 그리고 일부 형태의 유대교(많은 정통 유대인은 가죽을 입지 않음)가 있다.
르네 데카르트는 비인간이 영혼, 마음, 이성이 없는 자동기계 — 복잡한 기계라고 믿었다. 데카르트 이원론에서 의식은 모든 동물 중에서 인간에게만 고유하며 신의 은총으로 물리적 물질과 연결되어 있었다. 그러나 면밀한 분석에 따르면 복잡한 기호 사용, 동물 도구 사용, 동물 의식과 같은 많은 인간적 특징이 일부 동물에게서 발견될 수 있다. 2012년에 저명한 신경과학자 집단이 케임브리지 의식 선언에 서명했다. 이 선언은 인간만이 의식 있는 존재가 아니며, 모든 포유류와 조류를 포함한 많은 다른 동물도 의식을 가지고 있어 동물을 기계적인 존재로 보는 데카르트적 관점에 도전했다.
찰스 다윈은 진화론을 제시함으로써 인간이 다른 종과의 관계를 보는 방식에 혁명을 일으켰다. 다윈은 인간이 다른 동물과 직접적인 친족 관계를 가질 뿐만 아니라, 후자도 사회적, 정신적, 도덕적 삶을 가지고 있다고 믿었다. 나중에 인간의 유래 (1871년)에서 그는 "인간과 고등 포유류는 정신 능력에서 근본적인 차이가 없다"고 썼다.
피터 싱어와 톰 리건과 같은 현대 철학자 및 지식인들은 동물들이 인간과 마찬가지로 고통을 느낄 수 있다는 점이 그들의 복지를 동등하게 고려할 가치가 있게 한다고 주장했다. 이러한 사고의 선구자들은 많이 있다. 공리주의의 창시자인 제러미 벤담은 그의 저서 《도덕과 입법 원리에 대한 서론》(1789년)에서 유명하게 다음과 같이 썼다.
문제는 그들이 이성을 가질 수 있는가, 말을 할 수 있는가가 아니다. 문제는 그들이 고통받을 수 있는가이다.

이러한 주장들은 일부 사람들에게 동물의 복지가 단지 인간의 복지에 미치는 간접적인 영향만을 통해서가 아니라 사회 복지 기능에 직접적으로 포함되어야 한다고 제안하게 만들었다. 많은 나라들이 현재 동물의 감각과 고통을 공식적으로 인정하고, 이에 대한 대응으로 동물 학대 방지 법안을 통과시켰다.

## 형태
동물 학대는 적극적 학대와 소극적 학대의 두 가지 주요 범주로 나눌 수 있다. 소극적 학대는 방치 사례로 특징지어지며, 이는 행위 자체가 아니라 행위의 부족이다. 종종 소극적 동물 학대는 무지에서 비롯된 우발적인 경우가 많다. 조사관이 학대가 무지에서 비롯되었다고 믿는 방치 사례의 경우, 조사관은 애완동물 주인에게 교육을 시도한 다음 상황을 다시 방문할 수 있다. 더 심각한 경우, 긴급 상황으로 인해 동물을 수의학 치료를 위해 데려가야 할 수도 있다.

### 인간 폭력 및 심리적 장애와의 연관성 주장
동물 학대와 인간에 대한 폭력 사이의 연관성을 증명하는 연구들이 있다. 2009년 연구에서는 도축장 고용이 다른 산업에 비해 총 체포율, 폭력 범죄 체포, 강간 체포 및 기타 성범죄 체포를 증가시키는 것으로 나타났다. 노르웨이 폭력 및 외상 후 스트레스 연구 센터의 대규모 전국 설문조사에 따르면 "반려동물 학대와 아동 학대 사이에 상당한 중복"이 있으며 동물 학대가 "가장 자주 심리적 학대와 덜 심각한 형태의 신체적 아동 학대와 동반 발생"하는 것으로 나타났다.
애완동물과 작은 동물을 고문하는 역사, 즉 동물성애로 알려진 행동은 반사회성 인격장애를 포함한 특정 정신병리학의 징후 중 하나로 간주된다. 뉴욕 타임스에 따르면, "[미국 연방수사국(FBI)은 동물 학대 이력이 연쇄 강간범 및 연쇄살인범의 컴퓨터 기록에 정기적으로 나타나는 특성 중 하나임을 발견했으며, 정신 및 정서 장애에 대한 표준 진단 및 치료 매뉴얼은 동물 학대를 품행 장애의 진단 기준으로 나열한다." "개와 고양이를 반복적으로 고문한 정신과 환자들을 대상으로 한 설문조사에서는 그들 모두가 사람에 대해서도 높은 수준의 공격성을 보였으며, 어린 소년을 살해한 환자도 포함되었다." 미국 연방수사국 행동과학 부서의 요원인 로버트 K. 레슬러는 연쇄 살인범을 연구하며 "이런 살인범들 (제프리 다머)은 종종 어렸을 때 동물을 죽이고 고문하는 것으로 시작한다"고 언급했다.
고의적인 동물 학대 또는 비우발적인 부상은 심각한 심리적 장애의 지표가 될 수 있다. 아메리칸 휴메인 협회에 따르면, 고의적인 동물 학대 사건의 13%는 가정폭력을 수반한다. 여성 보호소에서 피난처를 찾는 반려동물 소유 여성 중 71%가 배우자가 반려동물 한 마리 이상을 위협하거나 해치거나 죽였다고 보고했으며, 이 여성들 중 32%는 자녀 중 한 명 이상도 반려동물을 해치거나 죽였다고 보고했다. 학대받는 여성들은 동물들이 없는 동안 동물들에게 무슨 일이 일어날지 두려워하기 때문에 학대자를 떠나는 것을 주저한다고 보고한다. 동물 학대는 때때로 가정 분쟁에서 협박의 한 형태로 사용된다.
동물 학대는 맥도널드 트라이어드의 세 가지 구성 요소 중 하나이다. 이 행동은 어린이와 청소년의 폭력적인 반사회적 행동의 징후 중 하나로 간주된다. 이 모델을 형성하는 데 사용된 연구에 따르면, 동물 학대는 연쇄살인범 및 기타 폭력 범죄자가 되는 어린이와 청소년에게 흔한(하지만 보편적이지는 않은) 행동이다. 또한 동물에게 잔인한 행동을 하는 어린이들은 종종 자신들이 학대를 목격하거나 학대의 피해자였던 것으로 밝혀졌다. 미국인도주의협회가 인용한 두 개의 개별 연구에서 가정 학대를 겪는 가족 중 약 3분의 1이 적어도 한 명의 자녀가 애완동물을 다치게 하거나 죽였다고 밝혔다.
원숭이 혐오는 일상적인 사디즘의 한 형태로, 인간이 원숭이를 혐오하고 그들의 고통에서 쾌락을 느끼는 것이다. 2023년 영국방송공사가 전 세계적인 원숭이 고문 조직을 적발하면서 이 현상이 대중의 주목을 받았다.

### 동물 실험

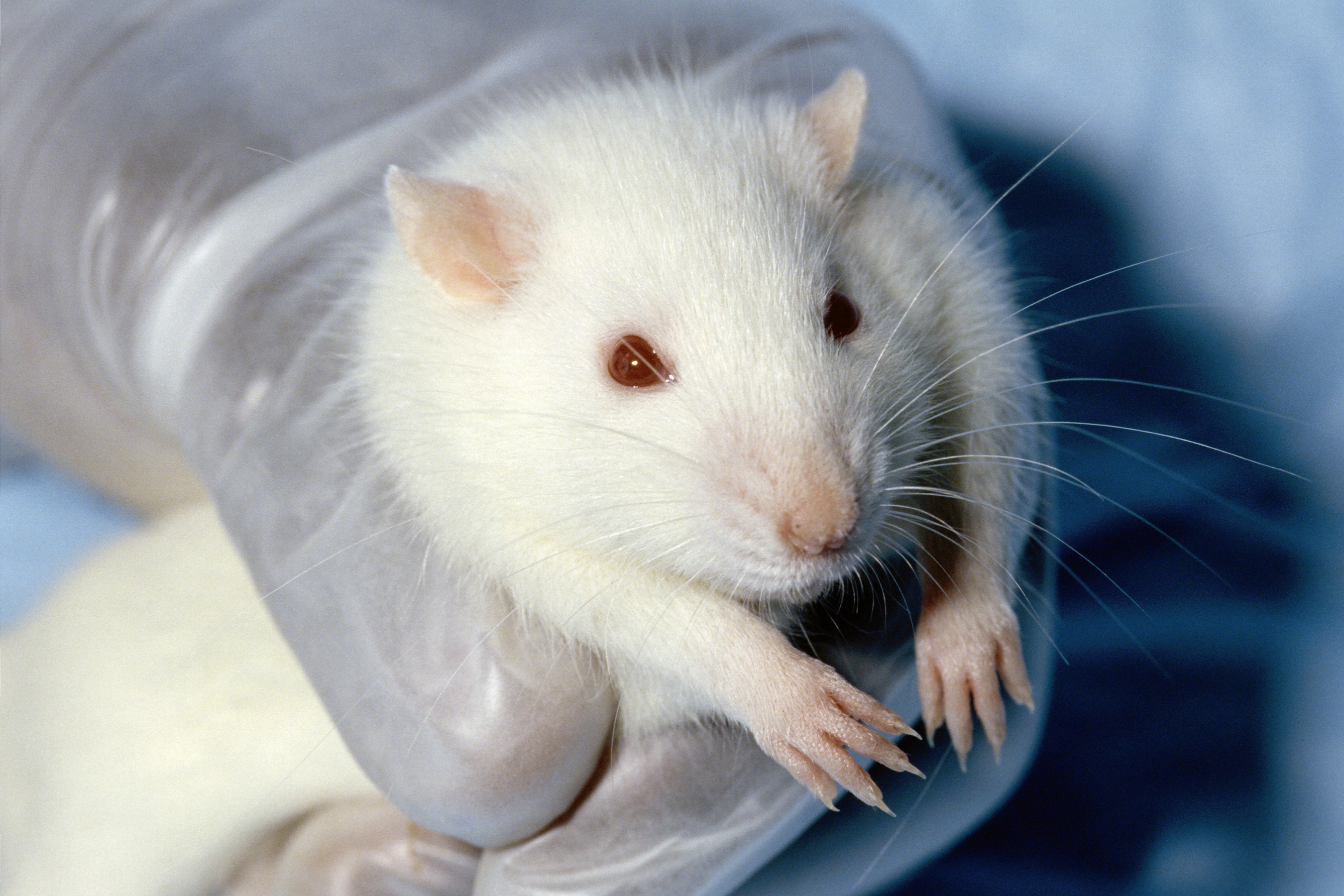
위스타 쥐 실험용 쥐

동물 실험은 국가마다 규제 정도가 다르다. 어떤 경우에는 엄격하게 통제되는 반면, 다른 경우에는 규제가 더 완화되어 있다. 동물 실험의 윤리성과 필요성에 대한 논쟁이 계속되고 있다. 지지자들은 그것이 의학과 다른 분야에서 상당한 발전을 가져왔다고 주장하는 반면, 반대자들은 동물에 대한 잔혹 행위에 대한 우려를 제기하고 그 효과와 신뢰성에 의문을 제기한다.
실험동물 조달은 특히 동물들이 불법적이거나 비윤리적인 수단을 통해 얻어지거나 규제가 지켜지지 않을 때 동물 학대와 관련될 수 있으며, 실제로도 그러했다. 합법적이고 규제되는 경우에도, 연구에서의 동물 사용은 종종 감각 있는 존재에게 해를 끼치거나 죽음을 초래하기 때문에 윤리적으로 논란이 많다.

#### 영장류의 국제 무역
영장류의 국제 무역은 매년 32,000마리의 야생 비인간 영장류(NHP)가 덫에 걸려 국제 시장에서 팔린다. 이들은 주로 동물 실험에 사용되지만, 식량, 동물원 및 서커스 전시, 그리고 애완동물로서 개인적인 용도로도 팔린다.

#### 불필요한 과학 실험 또는 시연
위에서 논의된 동물 학대에 대한 세 가지 개념적 접근 방식 모두에서, 동물에게 상당한 고통이나 괴로움을 유발하는 불필요한 실험이나 시연은 잔혹 행위로 간주될 수 있다. 윤리 기준의 변화로 인해 이러한 종류의 잔혹 행위는 과거에 비해 오늘날 덜 흔한 경향이 있다. 예를 들어, 산소 고갈에 대한 교실 시연에서는 유리 덮개 아래에 새를 넣어 질식시키는 것이 일상적이었고, 그랜드 투어를 하는 호기심 많은 여행자들에게 이산화탄소의 밀도와 독성을 시연하기 위해 개들의 동굴에서 동물을 질식시켰다.

### 식사와 관련된 잔혹 행위
소는 힌두교, 자이나교, 불교와 같은 인도계 종교는 물론 일부 중국의 민간신앙과 아프리카 이교 (종교)에서 신성시된다. 소는 고대 이집트, 고대 그리스, 이스라엘 왕국, 고대 로마를 포함한 많은 종교에서 다른 중요한 역할을 했다. 특히 인도의 대부분 주와 같은 일부 지역에서는 소 도살이 금지되어 있으며, 그 고기(쇠고기)는 음식 금기일 수 있다.
푸아그라 (특별히 살찌운 오리나 툴루즈 거위의 간) 생산은 야생에서 먹는 것보다, 그리고 국내에서 자발적으로 먹는 것보다 더 많은 사료를 새에게 강제 급식하는 것을 포함한다. 일반적으로 지방과 함께 삶은 옥수수인 사료(섭취를 용이하게 하기 위해)는 간에 많은 양의 지방을 축적하여 일부 미식가들이 찾는 지방질을 생산한다.
피니키피칸은 필리핀의 코르디예라 행정구 산악 지역의 닭 또는 오리 요리이다. 토착 이곳롯족의 전통으로, 피니키피칸은 요리하기 전에 살아있는 닭을 막대기로 때려 죽여 준비한다. 이 행위는 닭의 살에 피를 표면으로 끌어올려 멍을 들게 하여 요리 후 맛을 좋게 한다고 한다. 닭을 때리는 행위는 요리를 준비하는 동안 이루어지지만, 필리핀 동물 복지법 1998을 위반한다.

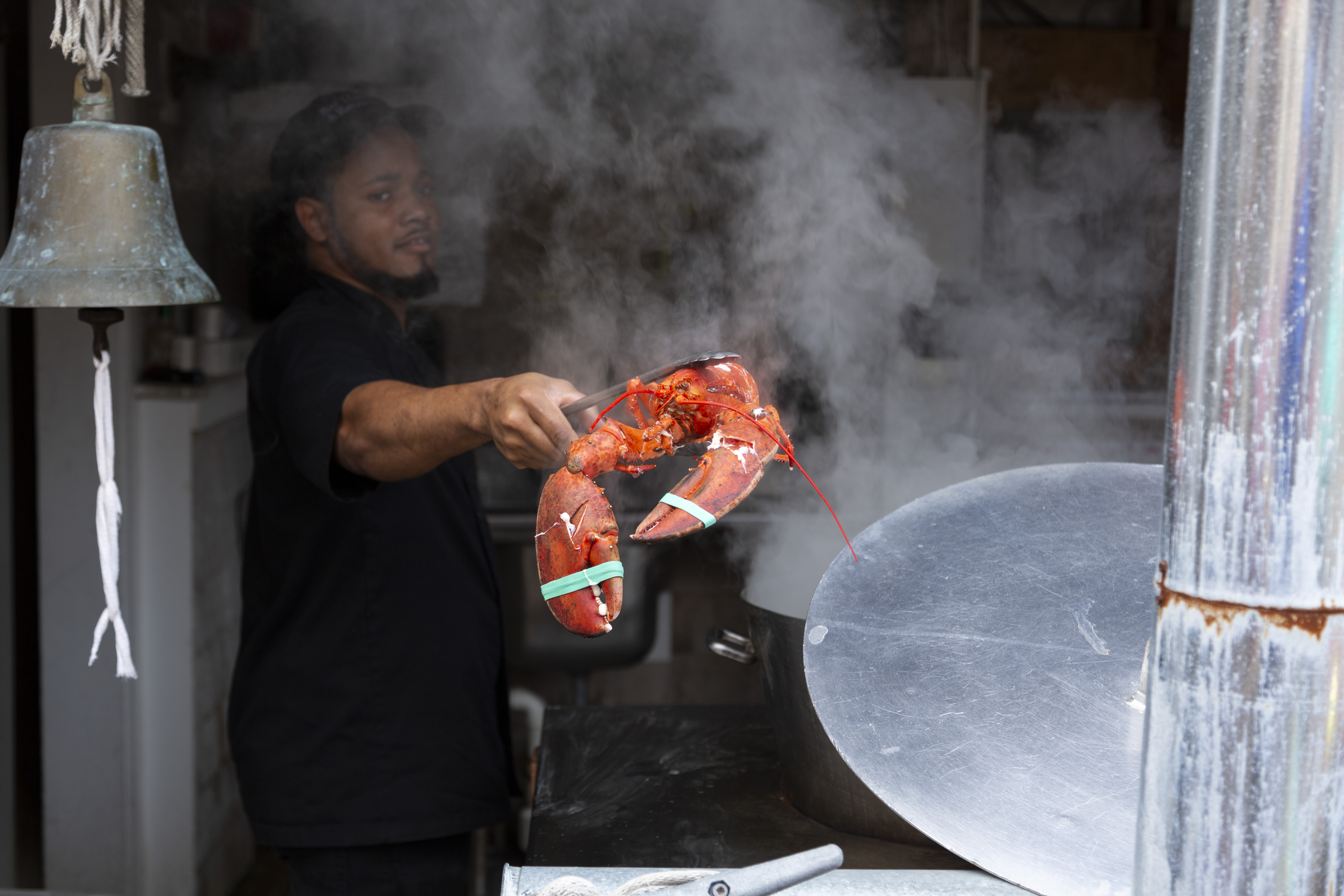
삶은 후 집게발이 묶인 바닷가재

바닷가재는 보통 살아있는 채로 요리된다. 동물 복지 (감각)법 2022는 모든 척추동물과 문어목 및 바닷가재와 같은 일부 무척추동물을 포함한다.

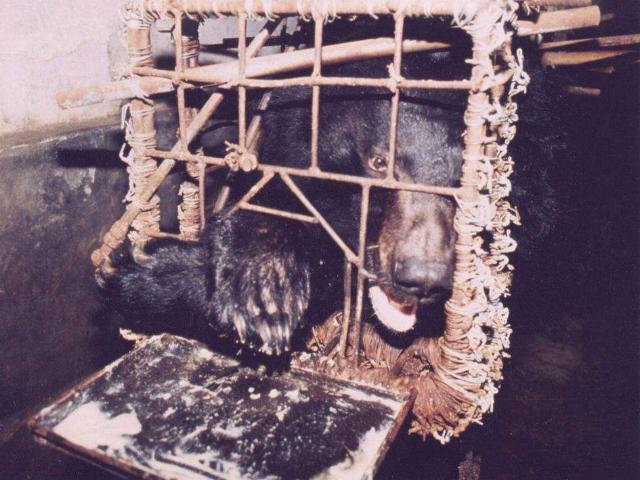
후이저우시의 후이저우 농장 "크러시 케이지"에 갇힌 웅담 채취 곰

웅담 채취 곰은 때때로 배터리 곰이라고도 불리며, 일부 동양의학 실무자들이 사용하는 간에서 생성되고 쓸개에 저장되는 소화액인 쓸개즙을 수확하기 위해 사육된다. 중국, 한국, 라오스, 베트남, 미얀마에서 12,000마리의 곰이 웅담 채취를 위해 사육되는 것으로 추정된다. 웅담에 대한 수요는 이들 국가뿐만 아니라 말레이시아 및 일본과 같은 다른 국가에서도 발견되었다.
코피 루왁은 사향고양이(아시아사향고양이)가 먹고 배변한 부분적으로 소화된 커피 열매로 구성된 커피이다. 열매는 사향고양이의 창자를 통과하면서 발효되며, 다른 배설물과 함께 배변된 후 수거된다. 아시아사향고양이는 이 목적으로 야생에서 점점 더 많이 포획되어 거래되고 있다. 동남아시아에서는 수만 마리의 동물을 배터리 케이지에 가두고 강제로 먹이를 주는 집중적인 사향고양이 "농장"이 증가하고 있다.
하브주는 아와모리를 기반으로 한 리큐어로, 오키나와현 일본에서 만들어진다. 다른 일반적인 이름으로는 하부 사케 또는 오키나와 뱀 술이 있다. 틀:니혼고는 독사아과의 살무사아과에 속하며, 방울뱀 및 미국유혈목이와 밀접한 관련이 있는 하부 뱀(반시뱀)의 이름을 따서 명명되었다. 뱀을 알코올에 넣는 방법은 두 가지가 있다. 제작자는 단순히 뱀을 알코올에 담가 병을 밀봉하여 뱀을 익사시킬 수 있다. 또는 뱀을 기절할 때까지 얼음에 넣은 다음, 내장을 제거하고 피를 빼고 꿰맨다. 독사가 해동되고 깨어나면 공격적인 자세로 빠르게 죽을 것이며, 이는 대부분의 생산자들이 추구하는 바이다. 그런 다음 제조업자는 하부 뱀을 한 달 동안 에탄올 목욕에 넣어 보존한다.
알프레드 브렘은 19세기의 바다거북 포획에 대해 다음과 같이 썼다.
불쌍한 바다거북들은 실론 섬에서 끔찍하게 고통받고 있다. 구매자들은 아마도 신선한 고기를 원하거나, 판매자들이 도축하는 데 귀찮아하기 때문에, 그들은 살아있는 동물의 흉갑을 단순히 벗겨내고 구매자가 원하는 고기 조각을 잘라낸다. 그리고 나서 유럽인들은 극도로 강인하고 반쯤 벗겨진 동물의 느린 하품과 심장 박동을 보고 경악한다. 이 동물의 장기는 보통 가장 나중에 팔린다.

#### 살아있는 동물 섭취

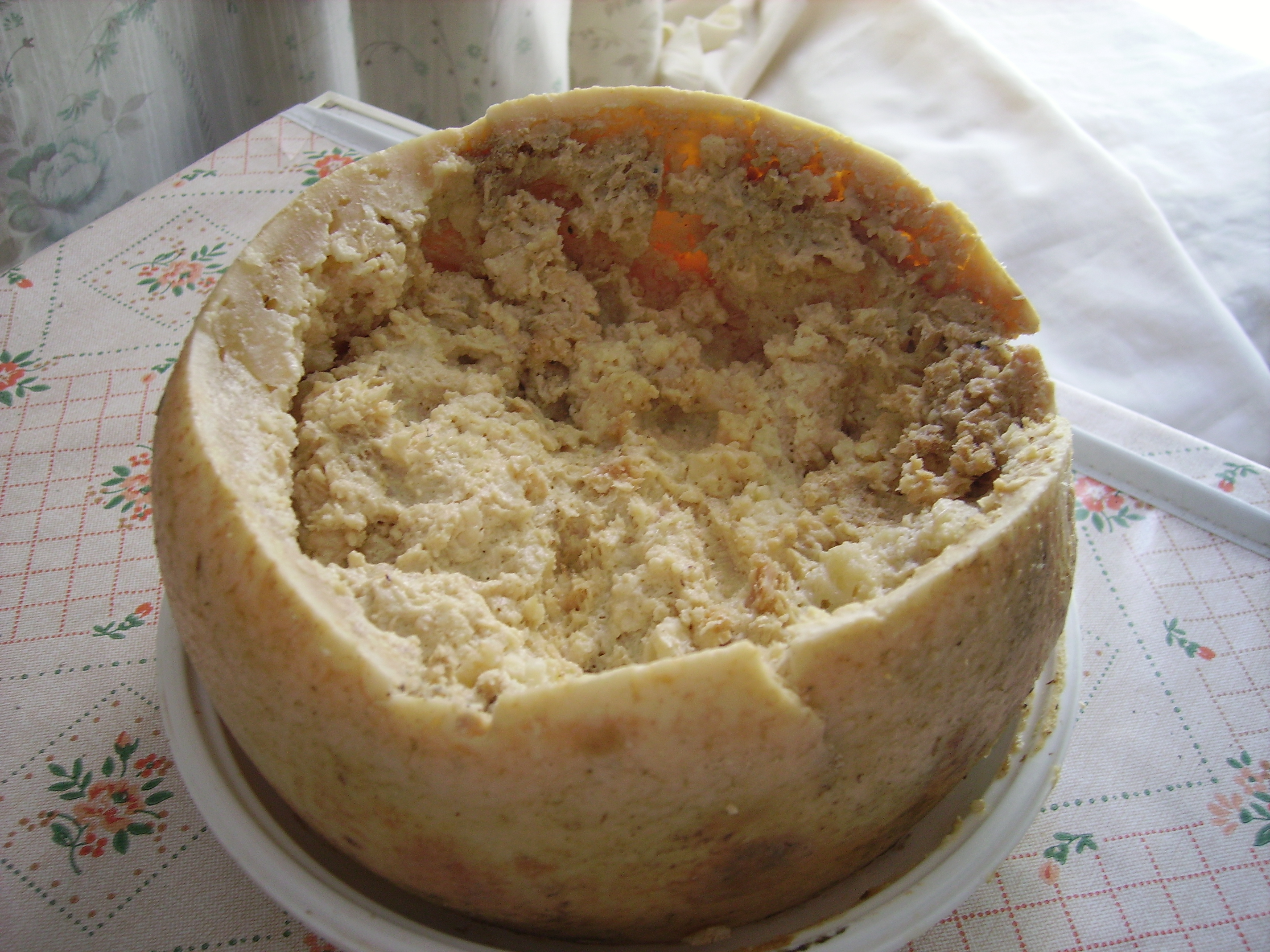
카수 마르추, 곤충 유생을 포함하는 전통적인 사르데냐 양젖 치즈

살아있는 동물 섭취는 전 세계 여러 문화권에서 발견되는 관행으로, 종종 진미 또는 전통 음식으로 간주된다. 그러나 이 관행은 잔혹하다고 간주될 수 있는데, 살아있는 동물 또는 살아있는 동물의 일부를 섭취하는 것은 상당한 고통과 괴로움을 유발할 수 있으며, 일부 관할 구역에서는 동물 학대법에 따라 불법이다.
일본 요리에서 살아있는 해산물 섭취는 이키즈쿠리(갓 잡아서 살아있는 것처럼 보이게 배열한 것)와 오도리에비(새우를 살아있는 채로 먹는 것)를 포함하여 오도리그이(아직 움직이는 해산물 섭취)와 같은 관행을 포함한다. 이 모든 것은 동물 복지 문제로 논란이 되고 있다.
살아있는 유생을 섭취하는 한 가지 예는 오스트레일리아 원주민 요리의 위체티 유충으로, 살아있는 채로 날것으로 먹거나 요리할 수 있다.

#### 고도로 지능적인 동물

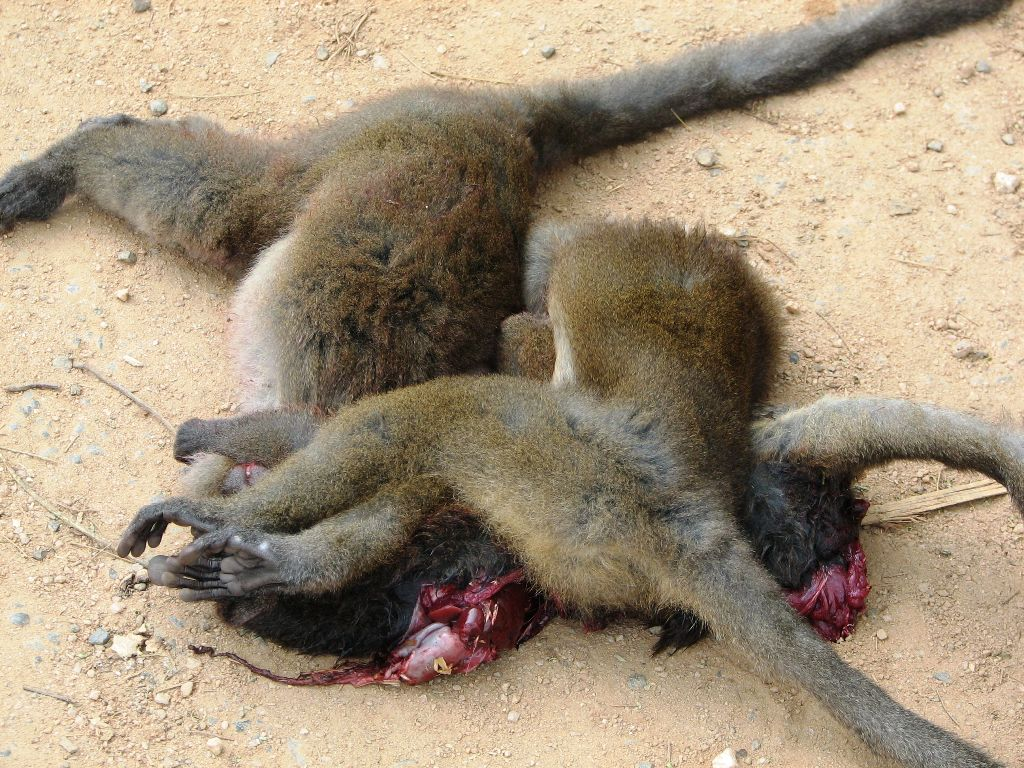
부시미트를 위해 마다가스카르 북동부에서 살해된 동부작은대나무여우원숭이 (Hapalemur griseus)

영장류 인지는 문제 해결, 도구 사용, 사회적 학습, 협력, 심지어 문화 전파에 이르기까지 광범위한 고급 지적 및 행동 기술을 포함한다. 원숭이고기는 원숭이에서 얻은 살과 기타 식용 가능한 부위로, 일종의 부시미트이다. 인간의 원숭이고기 섭취는 역사적으로 아시아 및 아프리카 여러 지역에서 기록되었다. 원숭이고기 섭취는 유럽 및 아메리카 일부 지역에서도 보고되었다. 원숭이골은 적어도 부분적으로 원숭이 또는 유인원의 뇌로 구성된 것으로 추정되는 요리이다.

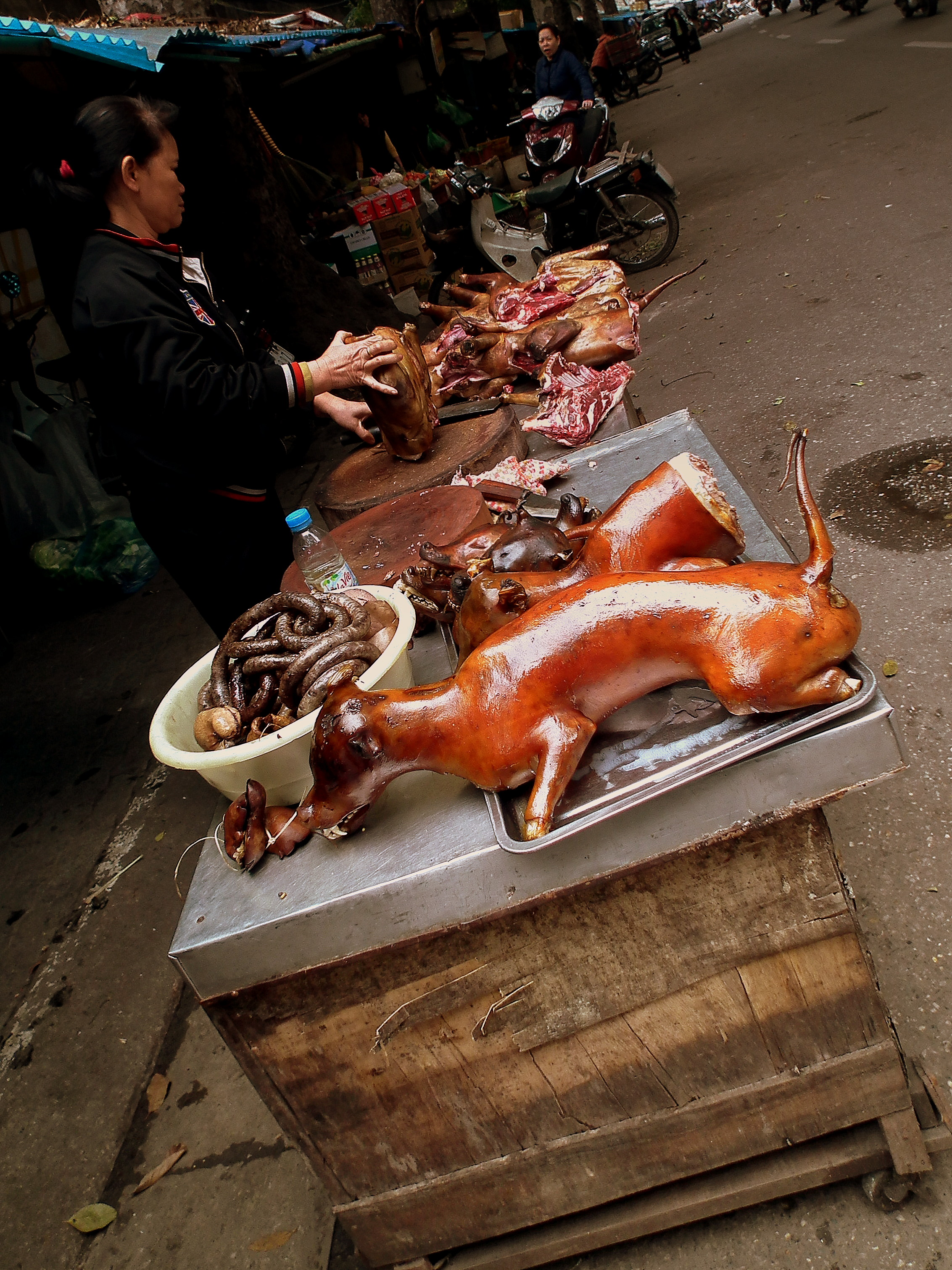
베트남 하노이의 시장에서 판매되는 개고기

개 지능은 광범위하게 인정받으며, 개는 고급 문제 해결, 정서적 민감성, 강한 사회적 유대감을 보여준다. 개고기 섭취, 특히 베트남에서의 개고기 섭취는 국내외에서 많은 비판을 받고 있는데, 이는 대부분의 개가 도난당한 애완동물이며 몽둥이질, 칼부림, 산채로 불태우기, 목 베기 등 잔인한 방식으로 도살되기 때문이다.
고양이의 지능은 잘 문서화되어 있으며, 집고양이는 복잡한 사회적 행동, 문제 해결 능력, 인간과의 강한 유대감을 형성하는 능력을 보여준다. 고양이고기는 인간 소비를 위해 집고양이를 재료로 한 고기이다. 일부 국가에서는 고양이고기를 일반 음식으로 제공하지만, 다른 국가에서는 전쟁, 기근 또는 빈곤 시 절박함 때문에 일부 고양이고기를 섭취하기도 했다. 중국에서 고양이 소유가 증가함에 따라 고양이고기에 대한 반대도 증가했다. 2006년 활동가들은 선전의 한 식당이 고양이고기를 판매하는 것을 중단하도록 강제했는데, 이는 중국 동물 보호 네트워크(CAPN)가 여러 도시에서 개고기와 고양이고기에 대한 시위를 조직하기 시작한 지 2년 만이었다. 2020년, 포 파우스와 체인지 포 애니멀스는 베트남에 고양이고기 거래 금지를 다시 시행하도록 촉구하며, 현재 진행 중인 지역 문제를 강조했다.

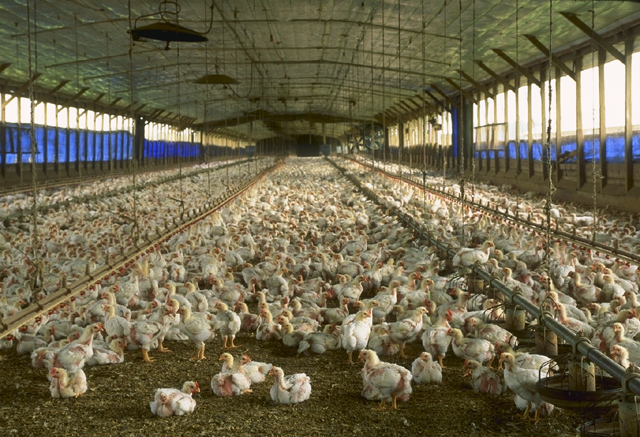
상업용 닭 사육장으로, 육계를 키우고 있다.

새 지능은 놀랍도록 뛰어나며, 오리와 닭은 고급 능력을 보여준다. 새의 뇌는 포유류 뇌의 2~4배에 달하는 신경 세포 밀도를 가지고 있어 전반적인 효율성이 더 높다. 그럼에도 불구하고, 둘 다 식량으로 널리 사용되며 종종 공장식 축산에서 잔인한 환경에 처하게 되어 동물 학대에 대한 심각한 윤리적 우려를 제기한다. 또한 오리 미끼 던지기와 같은 관행은 동물 착취의 오랜 유산을 강조한다.
일부 언론 보도에 따르면, 멧새는 요리하기 전에 눈을 멀게 했다.
돼지 지능은 포유류 세계에서 가장 높은 수준에 속하며, 돼지는 비디오 게임을 할 수 있고, 인간의 지시를 이해하며, 심지어 도구를 사용하는 것과 같은 광범위하고 복잡한 행동을 보인다. 이러한 높은 수준의 지능과 정서적 민감성에도 불구하고, 돼지는 종종 돼지 레슬링 이벤트에 강제로 참여하거나, 비좁은 공장식 축산 농장에 갇히거나, 방치되는 등 동물 학대를 당하여 불필요한 스트레스, 고통, 괴로움을 겪게 된다.
말 지능은 최근 연구에서 말이 전략적 사고, 문제 해결, 모델 기반 학습과 같은 고급 인지 능력을 가지고 있음이 밝혀지면서 점점 더 인정받고 있는데, 이는 한때 그들의 능력을 넘어선다고 여겨졌던 기술들이다. 말 도살은 가축을 도살하여 고기를 생산하는 관행이다. 인간은 오랫동안 말고기를 섭취해왔다. 프랑스 쇼베 동굴의 3만년 된 가장 오래된 동굴 예술은 인간이 사냥한 다른 야생 동물과 함께 말을 묘사한다. 말의 가축화는 인간의 소비를 위해 말을 키우기 시작하면서 시작된 것으로 여겨진다. 이 관행은 산업 도살장에서 말이 인도적으로 관리되는지 여부, 소비를 위해 사육되지 않은 말이 안전한 고기를 생산하는지 여부, 그리고 일부가 반려동물로 여기는 것을 섭취하는 것이 적절한지 여부 등 여러 가지 우려로 인해 세계 일부 지역에서 논란이 되고 있다.
문어목을 먹는 것은 두족류 지능 때문에 많은 사람들에게 잔혹하다고 여겨지는데, 문어는 고급 문제 해결 능력과 자기 인식을 보여준다.
고래 지능 때문에 돌고래를 먹는 것에 대한 윤리적 우려가 제기되는데, 돌고래는 복잡한 사회적 행동, 언어 이해, 높은 수준의 자기 인식을 보인다. 돌고래를 몰아서 죽이는 돌고래 몰이사냥은 이러한 윤리적 문제를 더욱 심화시킨다.

### 문화적 의례
태국에서 아시아코끼리가 잡힐 때, 조련사들은 "조련사들이 수면 부족, 굶주림, 갈증을 이용하여 코끼리의 정신을 '부수고' 주인에게 순종하게 만드는" 훈련 압박이라는 기술을 사용한다. 게다가 조련사들은 코끼리의 귀와 발에 못을 박는다.
점복을 위한 동물 학대 관행은 고대 문화에서 발견되며 틀:교차 참조, 산테리아와 같은 일부 현대 종교는 치유 및 기타 의식을 위해 계속해서 동물 희생을 행한다. 타가이름은 고대 스코틀랜드인들이 악마를 소환하기 위해 행해졌다.
인도 동물 복지 위원회의 조사는 "잘리카투가 본질적으로 동물에게 잔인하다"고 결론 내렸다.
잘리카투 (살리칼라투)는 에루 탈루부달 및 만주-비라투로도 알려져 있으며, 황소(혹소)를 군중 속으로 풀어놓고 많은 사람들이 황소의 등에 있는 큰 혹을 두 팔로 잡고 매달려 황소가 도망치려고 할 때까지 버티는 전통 행사이다. 풀리쿨람 또는 캉가얌 품종과 같은 황소가 사용된다. 인도 동물 보호 단체 연합(FIAPO) 및 PETA와 같은 동물 복지 단체들은 이 관행에 반대 시위를 벌였다.
캄발라 또는 캄블라, 캄불라는 인도 남서부 카르나타카주에서 열리는 연례 물소 경주이다. 케랄라의 마라마디와 비슷하다. 전통적으로는 해안 지역의 닥시나 칸나다, 우두피, 바트칼과 케랄라의 카사라고드를 포함하는 툴루 나두로 알려진 지역에서 지역 툴루바족 지주와 가정에서 후원한다. 많은 사람들은 캄발라가 채찍으로 몰아세우는 경주용 물소에게 잔혹하다고 비판해왔다. 저명한 동물 권리 운동가 메네카 간디는 경주 중 물소의 학대 문제에 대해 우려를 표명했다. 캄발라 주최측은 최대 속도를 내기 위해 채찍이 필요하다고 주장하지만, 정부 관계자들은 기수들에게 물소에게 부드럽게 대하고 경주 중 채찍 사용을 피하도록 권고한다.

### 발톱 제거

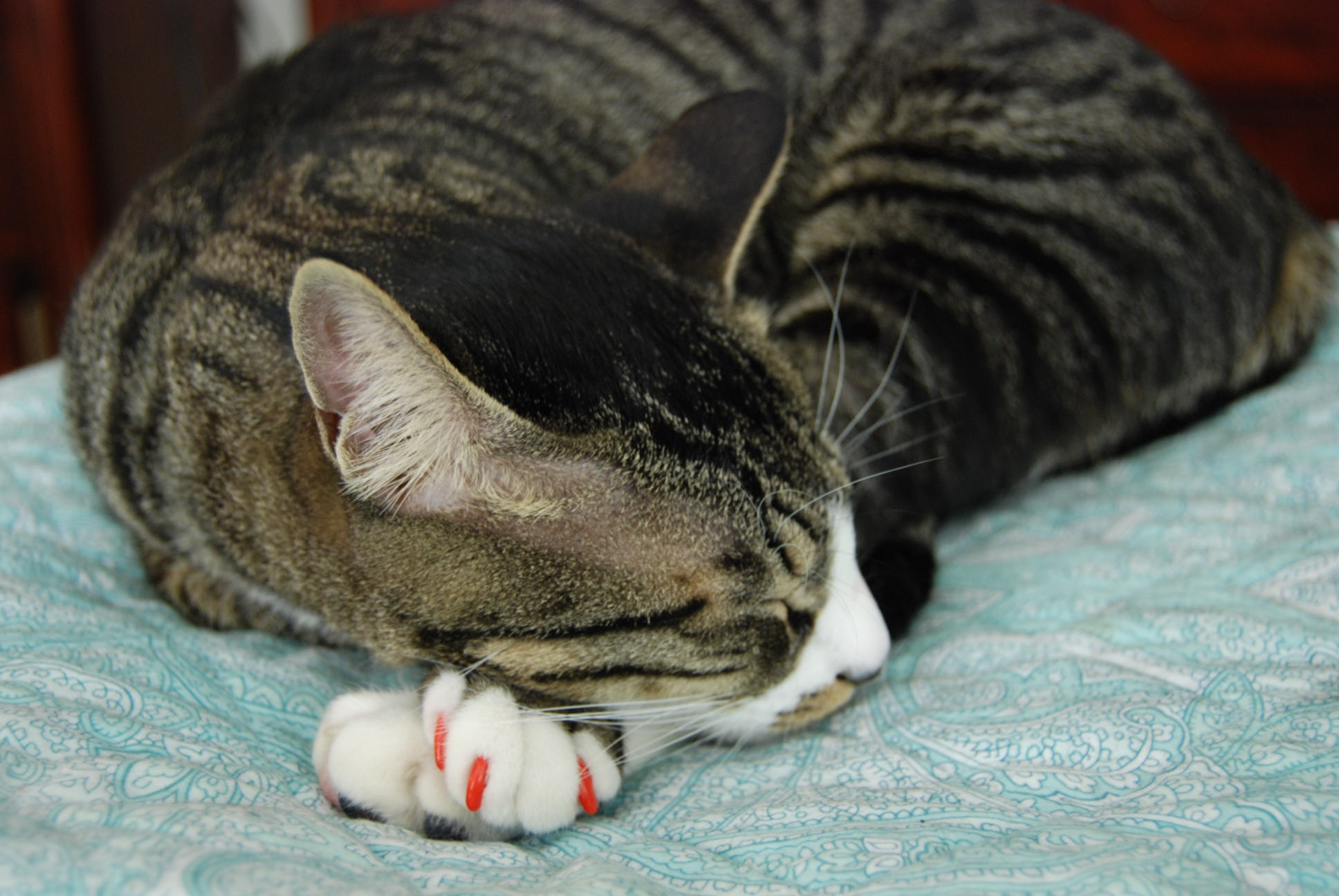
빨간색 발톱 캡을 씌운 고양이

발톱 절제술은 동물의 발톱을 수술적으로 제거하는 시술로, 동물의 발가락의 원위지골, 즉 끝부분 뼈의 전부 또는 일부를 절단 (의학)하는 것이다.
게 발톱 제거는 전 세계 어업에서 행해지는 관행으로, 게를 물에 다시 놓기 전에 게의 한쪽 또는 양쪽 발톱을 수동으로 제거하는 과정이다. 게는 일반적으로 일정 시간이 지나면 잃어버린 사지를 재생할 수 있는 능력이 있으므로, 발톱 제거는 잠재적으로 더 지속 가능한 어업 방법으로 간주된다. 그러나 게가 잃어버린 사지를 재생하는 데 걸리는 시간 때문에, 이 관행이 진정으로 지속 가능한 어업을 나타내는지 여부는 여전히 과학적 질문의 대상이며, 발톱 제거의 윤리 또한 갑각류의 통증에 대한 논쟁의 대상이다.

### 오락
스페인에는 어떤 종류든 동물 학대를 포함하는 여러 축제가 있다. 그중에는 황소 불태우기, 당나귀 미끼 던지기, 짐승 털 깎기(갈리시아), 갈고스 교살하기, 메추라기 투석, 거위의 날, 황소 달리기, 투우가 있다.

#### 동물 싸움

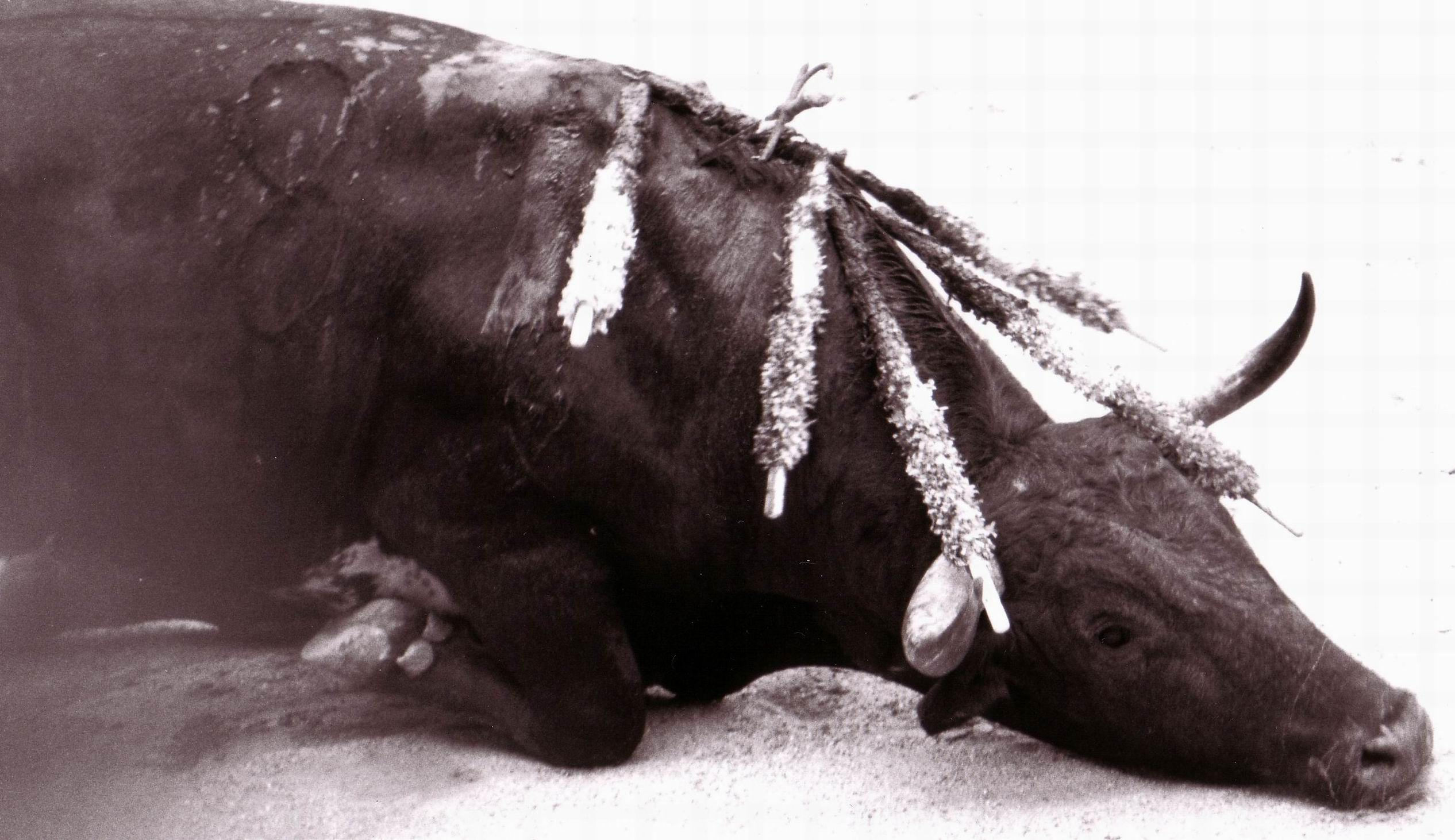
투우에서 죽어가는 황소

투우는 동물 권리 또는 동물 복지 운동가들에 의해 비판받는데, 이는 투우가 황소에게 심각한 스트레스와 느리고 고통스러운 죽음을 안겨주는 잔인하거나 야만적인 피의 스포츠이기 때문이다. 여러 운동 단체들은 스페인과 다른 나라에서 반투우 활동을 벌이고 있다. 스페인에서 투우 반대자들은 안티 타우리노(anti-taurinos)라고 불린다.
더 불렛포인트 불파이트(The Bulletpoint Bullfight)는 투우가 "속이 약한 사람을 위한 것이 아니다"라며 관객들에게 "피를 볼 준비를 하라"고 경고한다. 이는 말을 탄 창병들에 의해 야기되는 길고 심한 출혈, "때때로 약물에 취해 황소의 근접을 알지 못하는" 눈가리개를 하고 갑옷을 입은 말을 황소가 돌진하는 것, 반데릴레로에 의해 갈고리 달린 다트가 박히는 것, 그리고 마타도르의 치명적인 검 찌르기를 상세히 설명한다. 이는 이러한 과정들이 투우의 정상적인 부분이며 죽음이 거의 즉각적이지 않다는 것을 강조한다. 또한 투우 관람객들에게 "황소가 쓰러지기 전에 동물을 죽이는 여러 번의 실패 시도를 목격할 준비를 하라"고 경고한다.

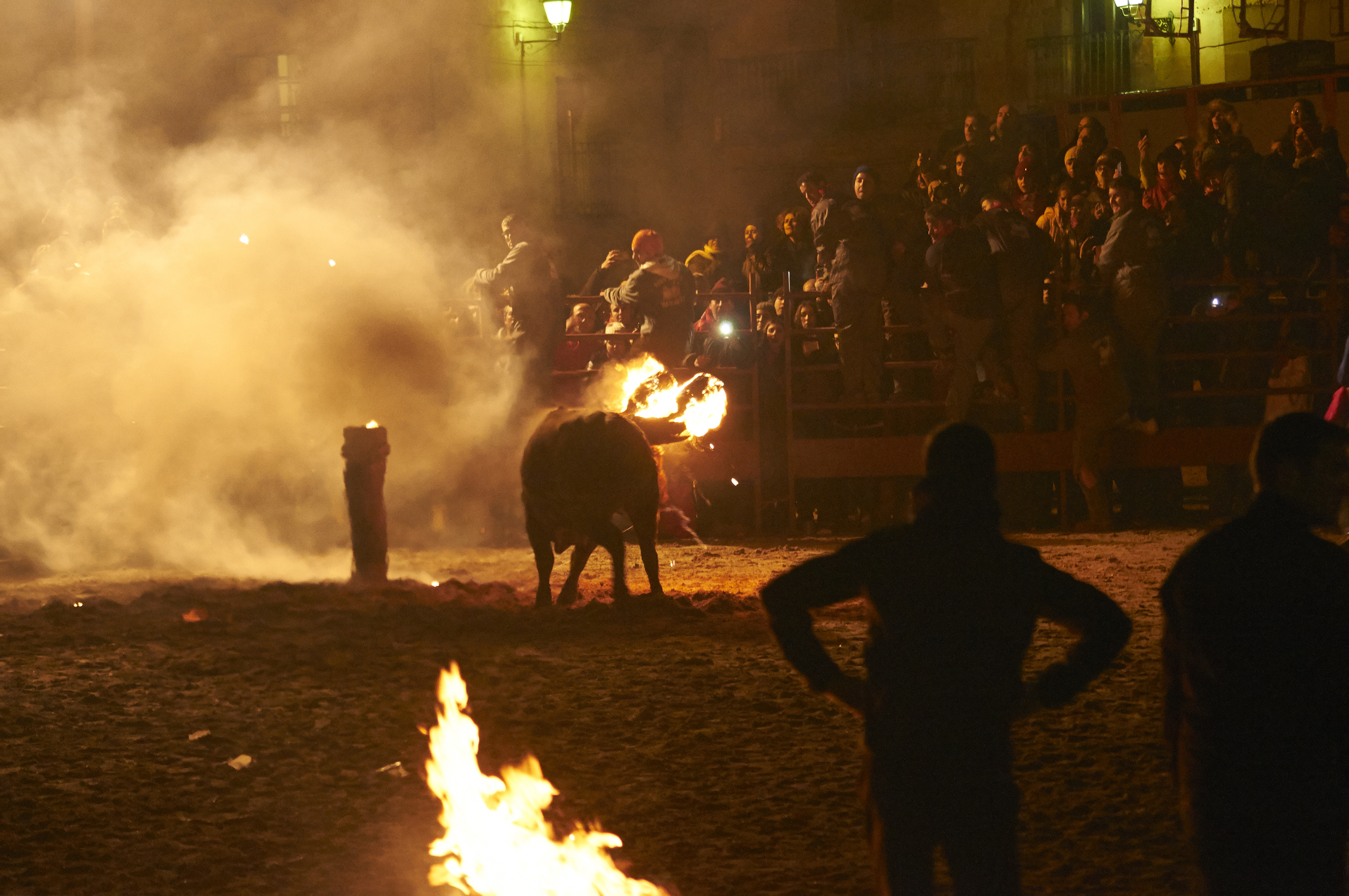
2014년 마드리드의 토로 후빌로

소리아 소리아도 메디나셀리의 "토로 후빌로" 또는 토로 엠볼라도는 동물 학대와 관련된 축제이다. 이 축제에서는 황소의 뿔에 피치 (중합체) 공을 달고 불을 붙인다. 그런 다음 황소를 거리로 풀어놓으면 고통 속에서 이리저리 뛰며, 관객들이 동물을 피하려고 할 때 종종 벽에 부딪히며 불을 끄려고 한다. 피치 공은 몇 시간 동안 탈 수 있으며, 황소의 뿔, 몸, 눈을 태운다. 동물 권리 단체 PACMA는 이 축제를 "동물 학대의 명확한 예"라고 비판했다.
투견은 도박이나 관객의 오락을 위해 개들을 링이나 경기장에서 서로 싸우게 하는 스포츠이다. 개들은 종종 부상이나 탈진에도 불구하고 싸움을 계속하려는 의지를 나타내는 특성인 '게임니스(gameness)'를 위해 사육되고 선택되어, 이러한 행사들의 잔혹성을 더욱 심화시킨다.
닭싸움은 가축화된 수탉을 전투원으로 사용하는 피의 스포츠이다.
당나귀 미끼 던지기는 개와 당나귀를 싸움시키는 피의 스포츠이다.
코끼리 처형, 때로는 코끼리 린칭이라고도 불리며, 포획된 코끼리가 "나쁜 코끼리"(인간을 위협하거나 다치게 하거나 죽이는 행동)로 처벌받기 위해 살해되는 유사 법적 또는 공연적인 공개 광경이다.
숫양 싸움은 두 숫양(뿔이 큰 수컷 양) 사이에서 링이나 열린 들판에서 벌어지는 피의 스포츠이다. 아프리카, 아시아, 유럽의 양이나 염소 축산 문화에서 흔히 볼 수 있다. 나이지리아, 우즈베키스탄, 인도네시아에서는 숫양 싸움이 현지인들 사이에서 인기를 얻고 있다. 피의 스포츠이자 동물 학대 행위로 분류되지만, 숫양 싸움은 패배한 숫양이 경기장을 떠날 수 있도록 허용되기 때문에 패배한 숫양의 죽음으로 이어지는 경우는 드물다.

##### 미끼 던지기
미끼 던지기는 오소리 미끼 던지기, 곰 미끼 던지기, 황소 미끼 던지기, 오리 미끼 던지기, 하이에나 미끼 던지기, 쥐 미끼 던지기 또는 늑대 미끼 던지기를 포함하며, 동물들이 오락을 위해 개에 의해 도발되거나 공격당하는 피의 스포츠를 의미하며, 종종 상당한 고통과 부상을 초래하고, 현재는 동물 학대의 한 형태로 널리 비난받는다.

#### 프로 레슬링의 동물
프로 레슬링에서 동물을 사용하는 방식은 행위 예술의 역사 전반에 걸쳐 다양했다. 인간과 대결 상대로 사용된 동물로는 돼지 레슬링, 곰, 호랑이, 치타, 오랑우탄 등이 있다.
프로 레슬링에서 동물, 특히 곰 레슬링이나 야생 동물을 공연자로 사용하는 것은 널리 동물 학대로 간주된다. 이러한 관행은 종종 동물들을 스트레스가 많고 비자연적이며 위험한 상황에 노출시키며, 때로는 부상, 방치 또는 죽음을 초래하기도 한다. 역사적 사례로는 쇠사슬에 묶이고 발톱이 제거되고 입마개를 한 곰들이 인간과 레슬링하도록 강요받았으며, 뱀, 호랑이 및 기타 야생 동물들이 경기 또는 소품으로 사용된 사례가 있다. 이러한 사용은 오락을 위해 동물을 착취한다는 비판을 받았으며, 곰 레슬링은 현재 많은 관할 구역에서 불법이다.

#### 칠레 로데오
칠레 로데오는 동물 복지 단체와 비평가들에 의해 일반적으로 일반적인 (북아메리카) 로데오보다 더 잔인하다고 간주되는데, 이는 주로 송아지를 다루는 방식의 차이와 보호 규정의 부족 때문이다.
동물 권리 단체들은 칠레 로데오를 스포츠라고 부르는 것을 거부하며, 동물, 특히 송아지를 다루는 방식에 반대한다. 송아지들은 점수를 얻기 위해 말에 의해 벽에 반복적으로 부딪힌다. 지지자들은 부상이 드물고 동물들이 검사된다고 주장하지만, 활동가들은 이 행사가 심리적 및 신체적 트라우마를 유발한다고 주장한다. 시위가 발생했으며, 일부는 폭력에 직면하기도 했고, 스페인의 투우 반대 운동과 유사하게 로데오 금지 요구가 증가했다.

#### 서커스
틀:세계 서커스 금지
서커스에서 동물을 사용하는 것은 논란이 되어왔는데, 이는 동물 복지 단체들이 공연 동물의 훈련 중 동물 학대 사례를 문서화했기 때문이다. 서커스에서의 동물 학대는 작은 우리에 가두고, 수의학적 치료를 제대로 하지 않고, 학대적인 훈련 방법을 사용하고, 규제 기관의 감독 부족 등으로 문서화되었다. 동물 조련사들은 일부 비판이 사실에 근거하지 않는다고 주장했는데, 여기에는 소리를 지르는 것이 동물이 조련사가 자신을 해칠 것이라고 믿게 만든다는 생각, 우리에 가두는 것이 잔인하고 흔하며, 채찍, 사슬 또는 훈련의 사용이 동물에게 해를 끼친다는 생각이 포함된다.
볼리비아는 동물 권리 운동가들이 세계 최초로 서커스에서 모든 동물을 금지하는 법을 제정했다고 발표했다.

#### 미디어

##### 인터넷 동영상
동물 학대 장면은 종종 영상으로 촬영되어 소셜 미디어 웹사이트나 개인 인터넷 그룹에 업로드된다. 여기에는 대규모의 체계적인 작전이 포함될 수 있다. 주목할 만한 예로 2023년 6월 영국방송공사가 적발한 글로벌 원숭이 학대 조직이 있는데, 참가자들이 원숭이를 다치게 하고 죽이는 동영상을 제작하고 유포했다. 동물 학대 콘텐츠를 게시한 개인 중에는 루카 매그노타, 고양이를 고문하고 죽이는 자신의 영상을 유튜브에 업로드한 캐나다 살인범, 청중을 위해 개를 강간하고 고문한 다음 죽이는 행위를 온라인으로 녹화한 것으로 밝혀진 쿠바의 루벤 마레로 페르나스, 그리고 2020년 햄스터 세 마리를 고문하고 죽이는 영상을 소셜 미디어에 업로드한 혐의로 체포된 캐나다의 레이튼 라부트가 있다.
동영상 공유 사이트 유튜브는 실제 동물 학대 동영상, 특히 오락과 구경거리를 위해 한 동물을 다른 동물에게 먹이는 동영상을 호스팅하는 것에 대해 비판을 받아왔다. 이러한 동영상 중 일부는 사용자에 의해 부적절하다고 신고되었지만, 유튜브는 일반적으로 저작권 침해를 포함하는 동영상과 달리 이러한 동영상을 삭제하는 것을 거부했다. 2021년 유튜브는 동물들이 의도적으로 위험에 처한 후 구출되는 장면이 담긴 조작된 동물 구조 영상을 금지했다.

##### 텔레비전 및 영화 제작

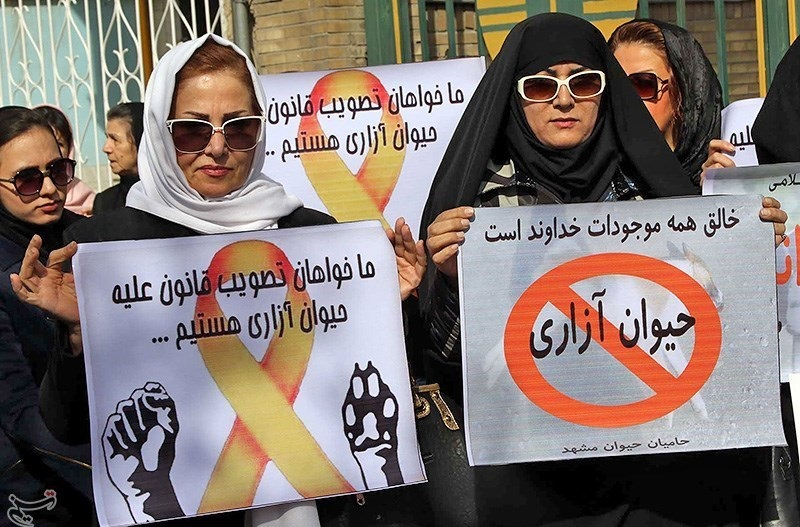
이란의 동물 학대 반대 시위

동물 학대는 영화 제작 산업에서 오랫동안 문제가 되어 왔으며, 일부 대규모 할리우드 영화조차도 제작 중 동물에게 해로운, 때로는 치명적인 대우를 했다는 비판을 받았다. 법원 판결은 개 싸움을 묘사하는 비디오와 같이 동물을 해치는 영화를 다루었다. 현재 촬영된 미디어에서 동물을 사용하는 것을 특별히 규제하는 연방 또는 주 법률은 없지만, 연방 동물 복지법(AWA) 및 주 잔혹 행위 법률은 간접적으로 적용된다.
미국인도주의협회(AHA)는 무법자 제시 제임스(1939년) 개봉 이후 미국 영화 제작 모니터링과 관련되어 왔다. 이 영화에서 말은 널판지에서 밀려나 40피트 아래 물에 빠져 익사했다. 처음에는 동물 학대 모니터링이 AHA와 미국 영화 제작자 및 배급사(헤이즈 사무실이라고도 함) 간의 협력으로 영화 제작 코드를 통해 이루어졌다. 코드의 조항은 "어린이와 동물에 대한 명백한 잔혹 행위"를 막았으며, 헤이즈 사무실이 이 조항을 강제할 권한이 있었기 때문에 AHA는 종종 세트에 접근하여 준수 여부를 평가할 수 있었다. 그러나 AHA의 할리우드 사무실은 세트를 모니터링할 권리를 헤이즈 사무실에 의존했기 때문에, 1966년 헤이즈 사무실의 폐쇄는 영화 세트에서 동물 학대의 증가와 일치했다.
1977년까지 영화배우조합(SAG)과 미국 텔레비전 및 라디오 예술가 연맹 사이에 3년 계약이 체결되었는데, 이 계약은 AHA가 "'적절한 경우' 동물 사용에 대해 자문해야 한다"고 명시했지만, "적절한" 것이 무엇을 의미하는지에 대한 구조를 제공하지 않았고 강제 권한도 없었다. 이 계약은 1980년에 만료되었다.
영화에서 가장 악명 높은 동물 학대 사례 중 하나는 마이클 치미노 감독의 실패작인 천국의 문 (1980년 영화)(1980년)으로, 제작 중에 수많은 동물들이 잔인하게 학대당하고 심지어 죽임을 당했다. 치미노는 닭을 죽이고 말의 목에서 피를 뽑아 배우들에게 피를 묻히고, 전투 장면을 촬영하는 동안 말에게 다이너마이트를 터뜨려 폭파시켰는데, 이 장면은 영화에 그대로 들어갔다고 한다. 이 영화는 영화에서 동물 학대에 대한 재조명의 큰 부분을 차지했으며, 1980년 AHA가 동물의 대우를 모니터링하기 위한 공식적인 현장 관할권의 갱신으로 이어졌다.
영화 레즈 (영화)(1981년) 개봉 후, 주연 배우이자 감독인 워런 비티는 자신이 부재한 상태에서 스페인 영화 제작진이 전투 장면 촬영 중 말에 인계철선을 사용한 것에 대해 사과했다. 인계철선은 람보 3(1988년)과 13번째 전사(1999년) 촬영 중에도 말에 사용되었다. 지옥의 묵시록(1979년) 제작 중에는 물소가 거의 반으로 잘렸고, 덴마크 영화 만덜레이(2005년)에서는 극적인 효과를 위해 당나귀가 피를 흘리며 죽었고, 이 장면은 나중에 영화에서 삭제되었다.

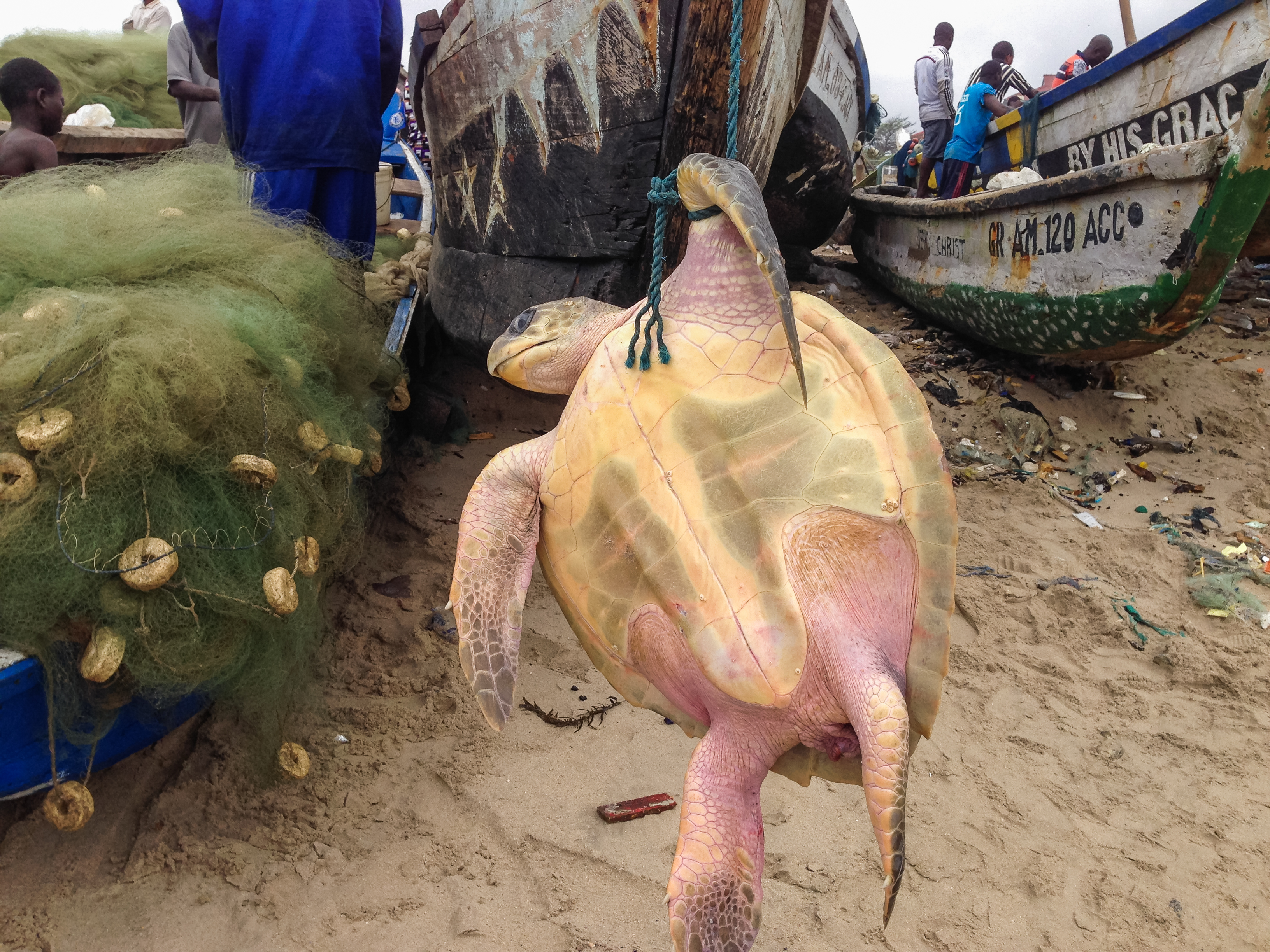
가나 아크라 잼스타운에서 포획된 바다거북

한국 영화 섬 (2000년 영화)에 동물 학대 사례가 있는데, 감독 김기덕에 따르면 그렇다. 영화에서는 살아있는 개구리목의 가죽이 벗겨지고 물고기가 절단된다. 논란의 이탈리아 영화 카니발 홀로코스트(1980년)에서는 카메라 앞에서 7마리의 동물이 죽임을 당했다. 영화 속 장면에는 거북의 머리를 천천히 잔인하게 자르고 찢는 것, 원숭이의 머리를 자르고 원주민이 그 뇌를 섭취하는 것, 그리고 거미가 잘게 잘리는 것이 포함된다. 카니발 홀로코스트는 노스탤지어 없는 동물 학대를 특징으로 하는 유사한 테마의 영화들(식인 영화) 중 하나였다. 이 영화들의 영향은 때때로 유사한 내용을 포함하는 몬도 영화 제작자들의 영화에 뿌리를 두고 있었다. 여러 나라에서 카니발 홀로코스트는 금지되거나 대부분의 동물 학대 장면이 편집된 채로 개봉이 허용되었다.
헝가리 주디트 엘레크 감독의 영화 《[[강의 기억]》(1990년)에서는 양 14마리가 산 채로 불에 탔다. 안제이 바이다 감독의 영화 《재 (영화)》(1965년) 촬영장에서는 말 한 마리가 죽임을 당했다고 한다.
도축되는 도축장 동물들은 1949년 프랑스 영화 짐승의 피(돼지)와 1963년 헝가리 영화 엘레기아(말)에 등장한다. 헝가리 영화 탁시데르미아(2006년)에서 돼지가 죽임을 당했는지는 불분명하다. 도축장 장면과 개구리 짓밟는 장면은 한국 영화 마고(2002년)에 나왔고, (죽어가는 것으로 추정되는) 새끼 고양이가 헝가리 영화 위선적인(2006년)에서 익사당했다.
《바세 드 노세》(Vase de Noces)에는 동물에 대한 극심한 폭력과 성적 도착 행위 장면이 포함되어 있으며, 이 영화는 여러 곳에서 금지되었다.
SAG는 촬영 중 또는 세트장에서 동물 사용을 모니터링하기 위해 AHA와 계약을 맺었다. 이 협정에 대한 준수는 자발적이며 미국에서 제작된 영화에만 적용된다. 미국인도주의협회가 모니터링한 영화에는 엔딩 크레딧 메시지가 표시될 수 있다. 그러나 미국에서 제작된 영화를 포함한 많은 제작사들은 영화에서 동물 사용에 대해 AHA 또는 SAG에 알리지 않아 감독이 이루어지지 않는다. 엔딩 크레딧 면책 조항을 얻기 위해서는 제작사들이 미국인도주의협회에 등록하고 AHA 인증 동물 안전 대표를 고용하여 제작 전반에 걸쳐 동물의 연기를 모니터링해야 하며 동물 안전 지침을 따라야 하지만, 모든 영화가 "동물은 다치지 않았습니다"라는 면책 조항을 사용해야 하는 것은 아니며, 미국인도주의협회의 모니터링 없이 촬영하거나 비용 또는 물류적인 이유로 그렇게 할 수도 있다.
남아프리카의 동물 학대 반대 연맹(Animal Anti-Cruelty League)과 같은 다른 전 세계 동물 복지 단체들도 영화에서 동물을 사용하는 것을 모니터링했다.

#### 방울뱀 원형 경기
방울뱀 원형 경기는 또는 방울뱀 로데오는 미국 중서부와 미국 남부 시골 지역에서 흔히 열리는 연례 행사로, 주요 볼거리는 잡힌 야생 방울뱀이며, 이들은 판매되거나 전시되거나 식량 또는 동물 생산품 (예: 뱀 가죽)을 위해 살해되거나 야생으로 다시 방출된다. 미국에서 가장 큰 방울뱀 원형 경기는 스위트워터 (텍사스주)에서 열린다. 1958년부터 매년 개최되어 온 이 행사는 현재 연간 약 3만 명의 방문객을 유치하고 있으며, 2006년에는 매년 열리는 원형 경기로 인해 주 방울뱀 개체수의 1%가 포획된다고 한다.
방울뱀 원형 경기는 동물 학대 주장에 따라 동물복지 단체와 환경 보호론자들의 우려를 샀다. 이에 대한 대응으로 일부 원형 경기에서는 포획 크기 제한을 두거나 포획된 뱀을 야생으로 다시 풀어주기도 한다.

#### 동물원 및 수족관
동물원과 수족관 (설비)은 사육 환경이 동물의 신체적, 심리적 복지에 부정적인 영향을 미칠 때 일종의 동물 학대로 간주될 수 있다.
도로변 동물원은 북아메리카 전역, 특히 외딴 지역에서 발견된다. 이들은 종종 작고 영리 목적으로 운영되는 동물원으로, 주유소와 같은 다른 시설로 방문객을 유치하기 위한 경우가 많다. 동물들은 재주를 부리도록 훈련될 수 있으며, 방문객들은 더 큰 동물원보다 동물들에게 더 가까이 다가갈 수 있다. 규제가 덜한 경우가 많기 때문에 도로변 동물원은 종종 방임과 잔혹 행위 혐의를 받는다.

### 모피 농장

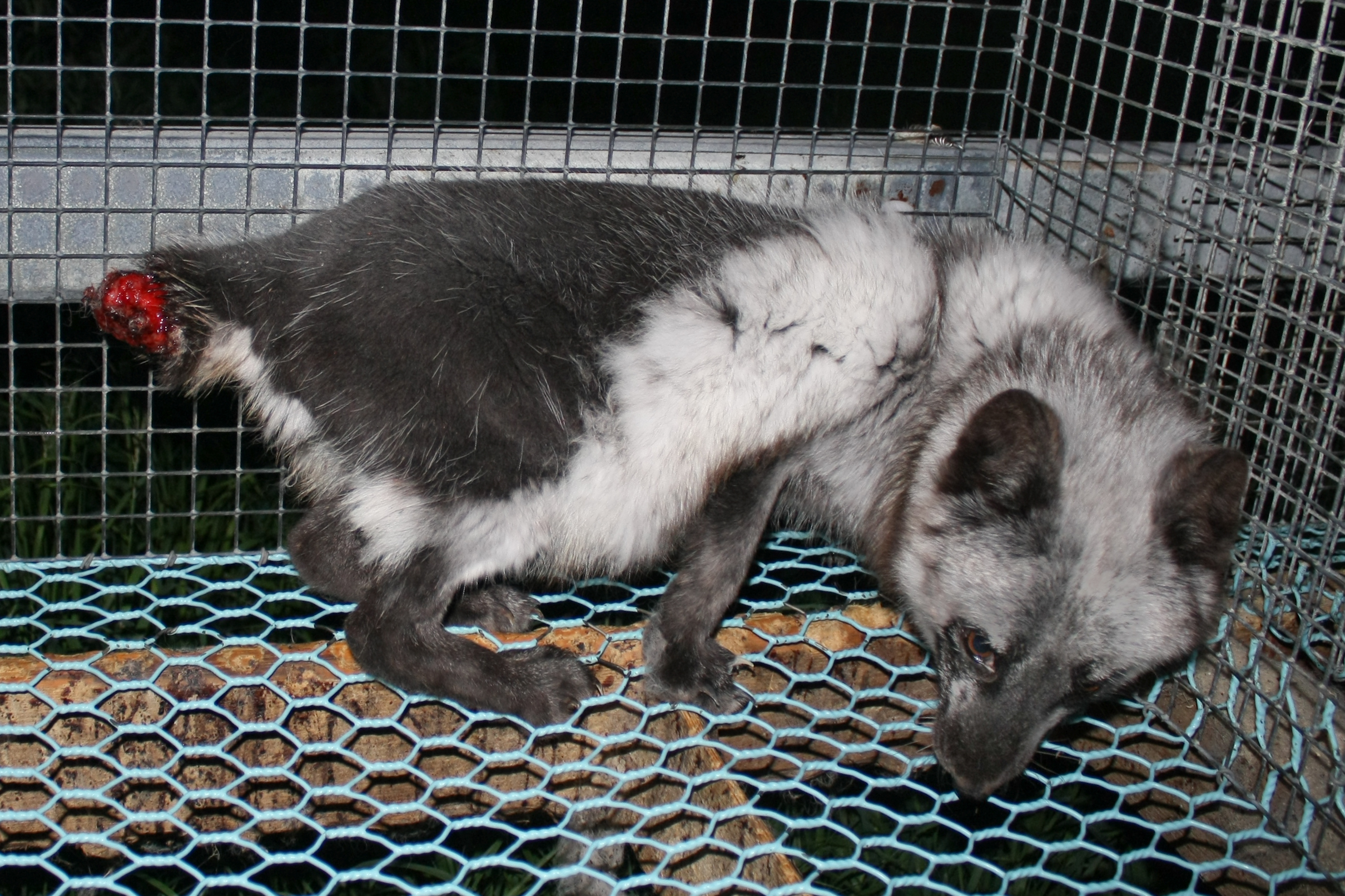
모피 농장 우리에 꼬리가 잘린 여우

동물 복지 운동가들은 동물, 특히 밍크에게 가해지는 고통 때문에 모피 생산을 전면 금지해야 한다고 제안한다. 모피 의류가 사치품이기 때문에 모피 생산이 부도덕하다는 주장이 제기되었다. 밍크는 고독하고 영역을 지키는 동물이다. 그러나 모피 농장에서는 우리에 갇혀 사육되며, 목을 부러뜨리거나 치명적인 가스를 사용하여 죽인 후 가죽을 벗긴다.

### 동물 사재기와 번식

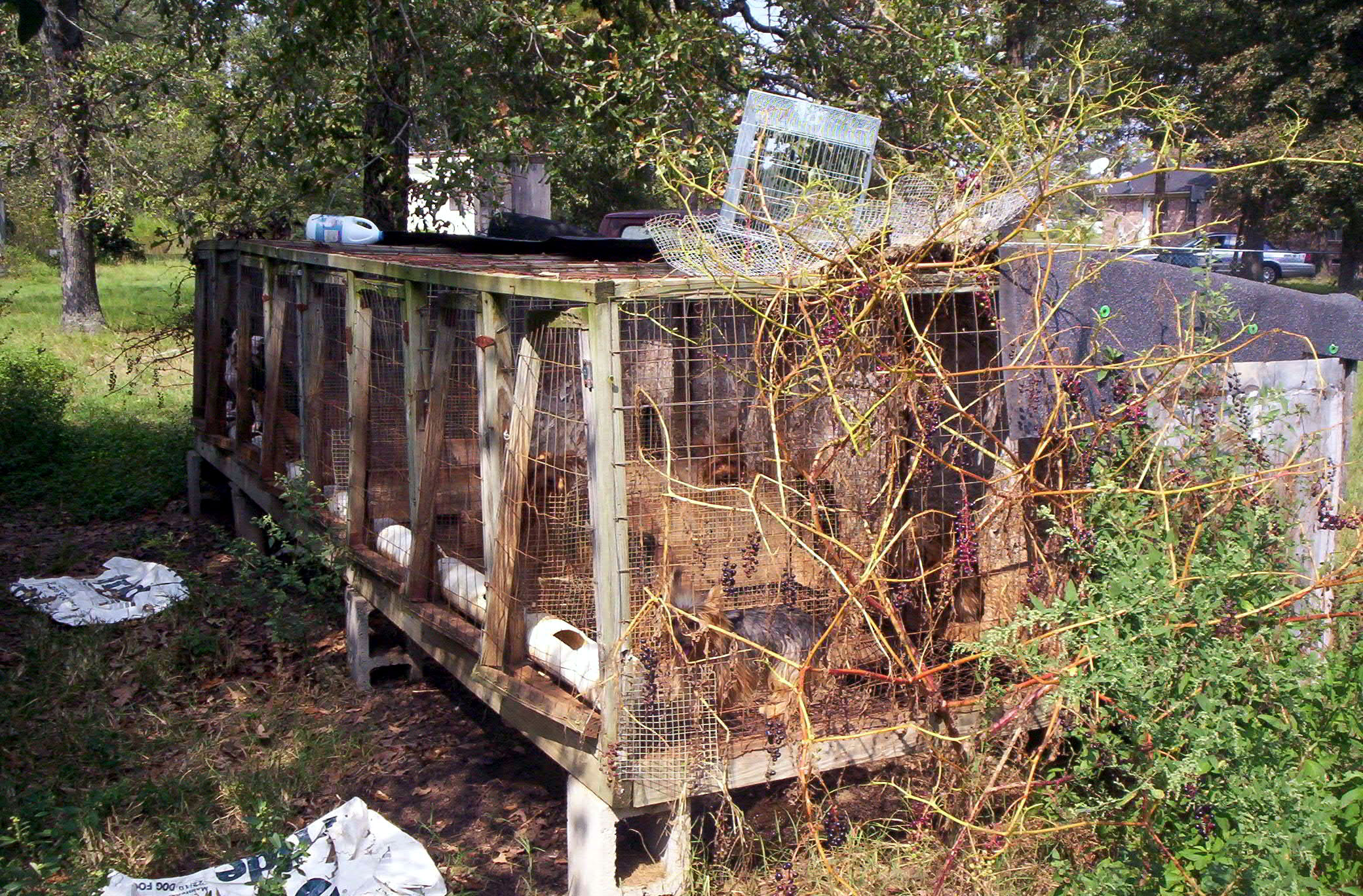
미국 시골의 강아지 공장

노아 증후군은 적절하게 돌볼 수 있는 것보다 더 많은 동물을 키우는 것을 포함하며, 종종 방임과 열악한 생활 환경을 초래한다. 마찬가지로, 강아지 공장은 개들이 이익을 위해 과밀하고 비인도적인 환경에서 사육되며, 복지에 대한 고려가 거의 없는 상업적인 번식 시설이다. 두 상황 모두 관련 동물에게 상당한 고통을 유발한다.

### 사냥

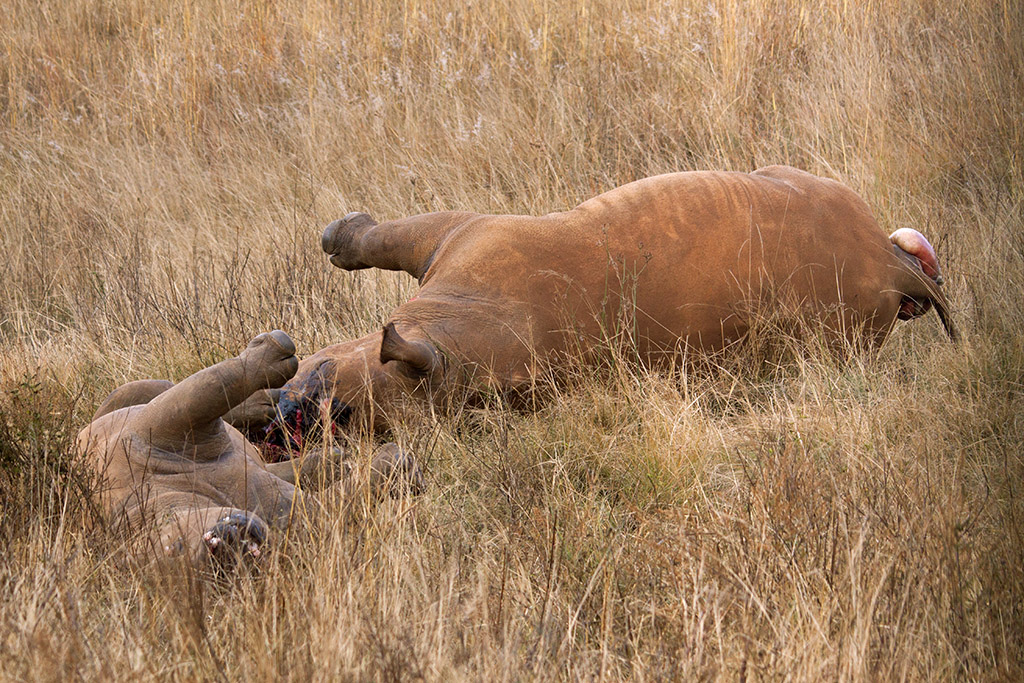
뿔 때문에 살해된 코뿔소

일부 동물권 및 반사냥 운동가들은 사냥을 잔인하고 변태적이며 불필요한 피의 스포츠로 간주한다.
트로피 사냥은 주로 많은 동물의 죽음과 부상을 초래하는 여가 활동이다. 밀렵에서는 동물을 죽이고 상아나 뼈와 같은 귀중한 부위를 수집한다. 통조림 사냥은 사냥을 위해 외래 동물을 사유지로 데려오는 관행을 의미한다. 동물에게 잔인함에도 불구하고 사냥은 전 세계 수천 개의 사유지에서 행해지며 수익성 있는 사업으로 간주된다.
인터넷 사냥은 온라인 웹캠을 사용하여 조준하고 쏠 수 있는 원격 제어 화기를 통해 사냥하는 관행이다. 인터넷 사냥은 갇힌 동물을 원격으로 사냥하는 것을 포함하므로 잔인하게 여겨질 수 있는데, 이는 동물이 탈출할 기회를 갖지 못하고 조준 불량 또는 지연된 죽음으로 인해 불필요한 고통을 유발할 수 있기 때문이다. 이 관행은 동물을 단순한 표적으로 취급하고 그들의 복지를 존중하지 않는다는 비난을 받을 수 있다.

### 공장식 축산

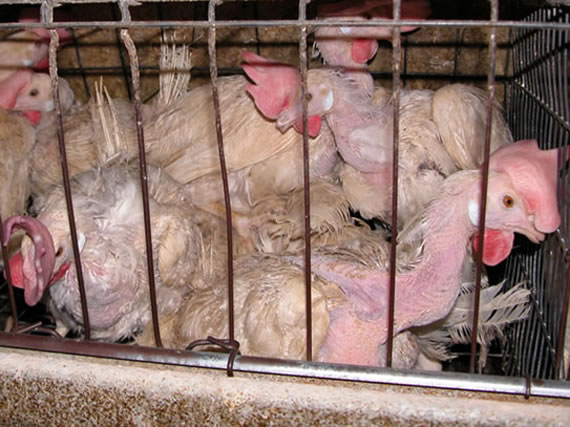
과밀한 우리에 갇힌 산란계

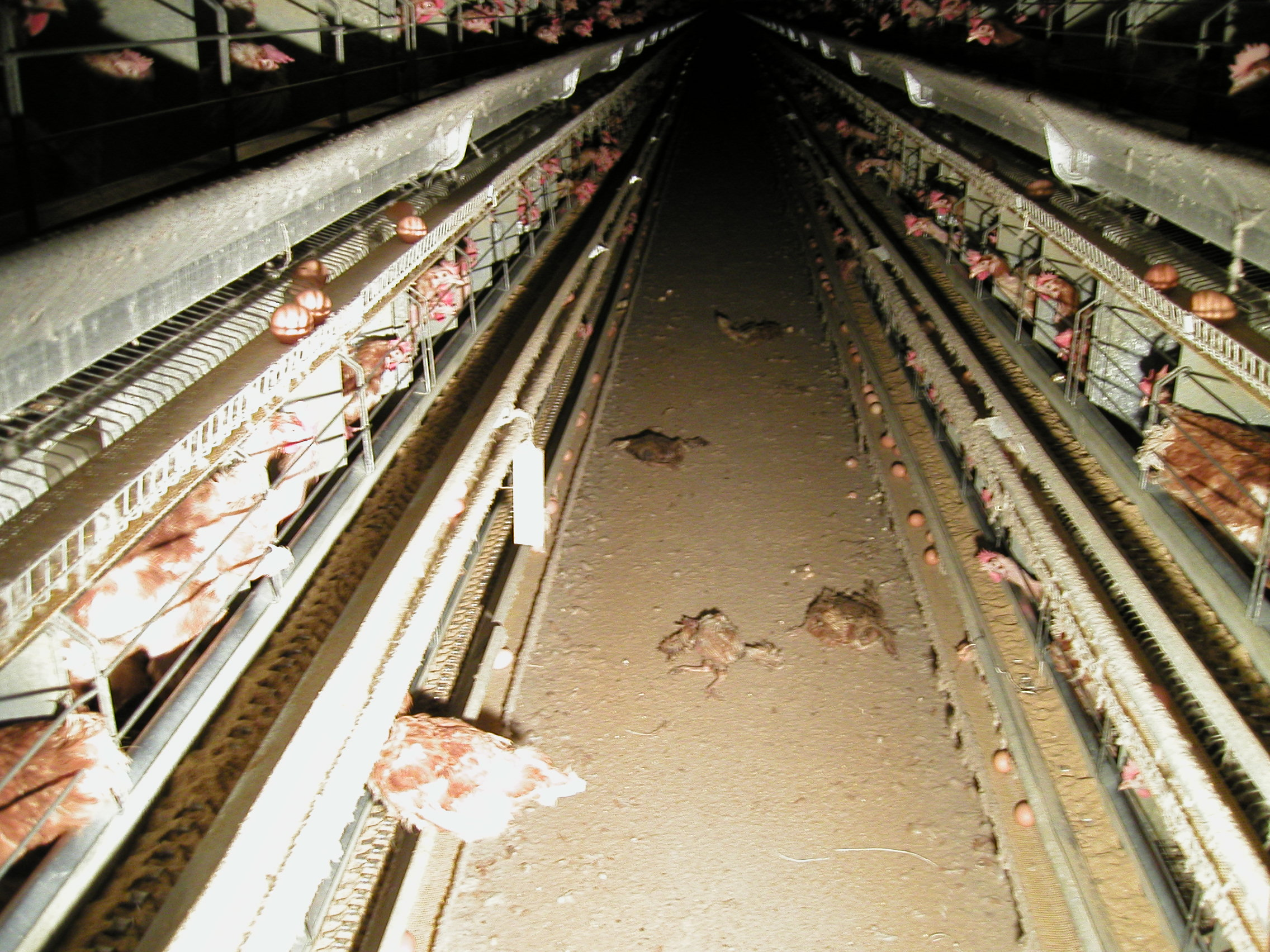
닭 계란 생산 시설

농장 동물은 일반적으로 수천 마리의 동물을 높은 밀도로 수용하는 대규모 공장 시설에서 생산되며, 이를 때때로 공장식 축산이라고 한다. 이러한 시설의 산업적 특성상 많은 일상적인 절차나 축산 관행은 동물의 복지를 침해하고 잔혹 행위로 간주될 수 있으며, 헨리 스티븐 솔트는 1899년에 "수많은 크고 매우 민감한 동물을 인도적으로 운송하고 도살하는 것은 불가능하다"고 주장했다.
사냥당하고, 반려동물로 키워지고, 실험실에서 사용되고, 모피 산업을 위해 사육되고, 경주에 사용되고, 동물원과 서커스에서 사용되는 동물의 수는 농장 동물에 비해 미미하며, 따라서 "동물 복지 문제"는 숫자적으로 "농장 동물 복지 문제"로 환원될 수 있다고 제안되었다. 마찬가지로, 캠페인 단체들은 닭, 소, 돼지 및 기타 농장 동물이 잔혹 행위에 노출되는 가장 많은 수의 동물 중 하나라고 제안했다. 예를 들어, 수컷 닭은 알을 낳지 않기 때문에 갓 부화한 수컷은 분쇄기나 분쇄기를 사용하여 살처분된다. 전 세계적인 육류 과소비는 농장 동물의 비참한 상황에 기여하는 또 다른 요인이다. 많은 비밀 조사관들이 공장식 축산 산업에서 발생하는 동물 학대를 폭로했으며, 육류 생산 과정과 그에 수반되는 학대에 대한 정확한 정보를 받은 소비자들의 태도 변화가 있었다는 증거가 있다.
미국 수의학 협회는 특정 조건 하에 매시레이션을 허용하지만, 더 인도적인 살처분 대체 방식을 권장한다. 산란계는 고밀도로 사육되는 "배터리 케이지"로 옮겨진다. 매티니와 리히는 이 케이지 방법이 닭의 골다공증을 유발한다고 본다. 육계도 비슷한 상황을 겪는데, 단백동화 스테로이드를 먹여 초고속으로 성장하게 하여 뼈, 심장, 폐가 따라잡지 못하는 경우가 많다. 6주 미만의 육계는 빠른 성장률로 인해 고통스러운 절뚝거림을 겪으며, 이 어린 닭 중 100마리 중 1마리는 심장마비로 사망한다.
과밀한 환경에서 공격성을 줄이기 위해, 새끼 돼지들은 태어난 직후 거세되고, 꼬리는 단미되고, 이빨은 잘린다. 그리고 귀표가 달린다. 송아지들은 때때로 송아지 상자에서 사육되는데, 이는 송아지가 성장하는 동안 움직이지 못하게 하는 작은 칸막이로, 비용을 절감하고 근육 발달을 방지하여 결과적으로 소비자들이 선호하는 창백한 색깔의 고기를 만든다.
미국에서는 불법인 소링과 같은 동물 학대가 농장과 목장에서 발생하며, 합법적이지만 잔인한 대우인 낙인과 같은 행위도 발생한다. 애그-개그 법이 농장 활동의 비디오 또는 사진 촬영을 금지하기 때문에, 이러한 관행은 내부고발자나 비밀 요원이 직원으로 위장한 애니멀스 머시 및 미국인도주의협회와 같은 단체에 의해 몰래촬영되었다. 미국농민연맹과 같은 농업 단체들은 농장 고용주에게서 비밀 촬영이나 정보 은폐를 엄격히 제한하는 법률을 성공적으로 옹호했다.
다운러는 스스로 일어설 수 없는 동물, 보통 가축을 의미하며, 따라서 죽여야 하는 동물이다. 일어설 수 없는 "쓰러진" 동물은 반드시 다운러는 아니다. 다운러 동물에 대한 방치, 학대 또는 비인도적인 취급은 동물 학대로 간주되며 많은 관할 구역에서 불법이다.

### 침습적인 미용 시술
개 단미는 미용적 또는 비의료적 이유로 행해질 때 널리 동물 학대로 간주된다.
인공 염료, 주사 또는 부식성 용액을 사용하여 물고기를 채색하는 것은 동물 복지 단체와 전문가에 의해 잔인하고 불필요하다고 간주된다.

### 방치
방임은 동물에게 적절한 보살핌, 영양, 보호소 또는 의료적 관심을 제공하지 않는 것을 포함하는 학대의 한 형태이다.
브라질 피냐이스에서 진행된 연구는 가정 내 반려동물 방치 범죄를 조사했으며, 동물의 수가 많고, 경제 상황이 좋지 않으며, 장애인이 있고, 주인의 교육 수준이 낮은 가정에서 더 흔하게 발생한다는 것을 발견했다. 이러한 요인을 식별하는 것은 이 범죄를 예방하기 위한 전략을 수립하는 데 중요하다.

### 반려동물 금지 정책 및 유기
많은 아파트 단지와 임대 주택은 반려동물 금지 정책을 시행한다. 반려동물 금지 정책은 동물 유기의 주요 원인이며, 이는 많은 관할 구역에서 범죄로 간주된다. 많은 경우, 유기된 반려동물은 동물 보호소와 구조 단체에 부담을 주어 안락사되어야 한다. 유기된 동물은 종종 야생화되거나 야생 개체군에 기여한다. 특히, 야생 개는 반려동물, 어린이 및 가축에게 심각한 위협이 될 수 있다.
온타리오주 캐나다에서는 온타리오 주택임대법에 따라 반려동물 금지 정책이 불법이며, 세입자가 반려동물 금지 조항이 포함된 임대 계약서에 서명하더라도 무효로 간주된다. 비슷한 법안은 매니토바주에서도 고려되었다.

### 익족술
익족술은 새의 날개에서 몸에서 가장 멀리 떨어진 익족 관절을 수술적으로 제거하여 비행을 막는 행위이다. 익족술은 주로 물새와 가금류에게 행해진다. 앵무새와 같은 반려동물 종에게는 일반적으로 행해지지 않는다. 이 관행은 불필요하며 많은 국가에서 제한된다.
익족술은 많은 국가에서 법적으로 제한된다. 영국에서는 새가 10일 이상인 경우 마취를 통해서만 익족술을 수행할 수 있으며, 새의 나이에 관계없이 수의사가 수행하지 않는 한 이 절차는 불법이다. 또한 농장 새에게 수행하는 것도 불법이다. 오스트리아에서는 동물 보호법 제5조(동물 학대 금지) 및 제7조(동물에 대한 금지된 개입)에 따라 익족술이 금지되어 있다.

### 수련회 관행

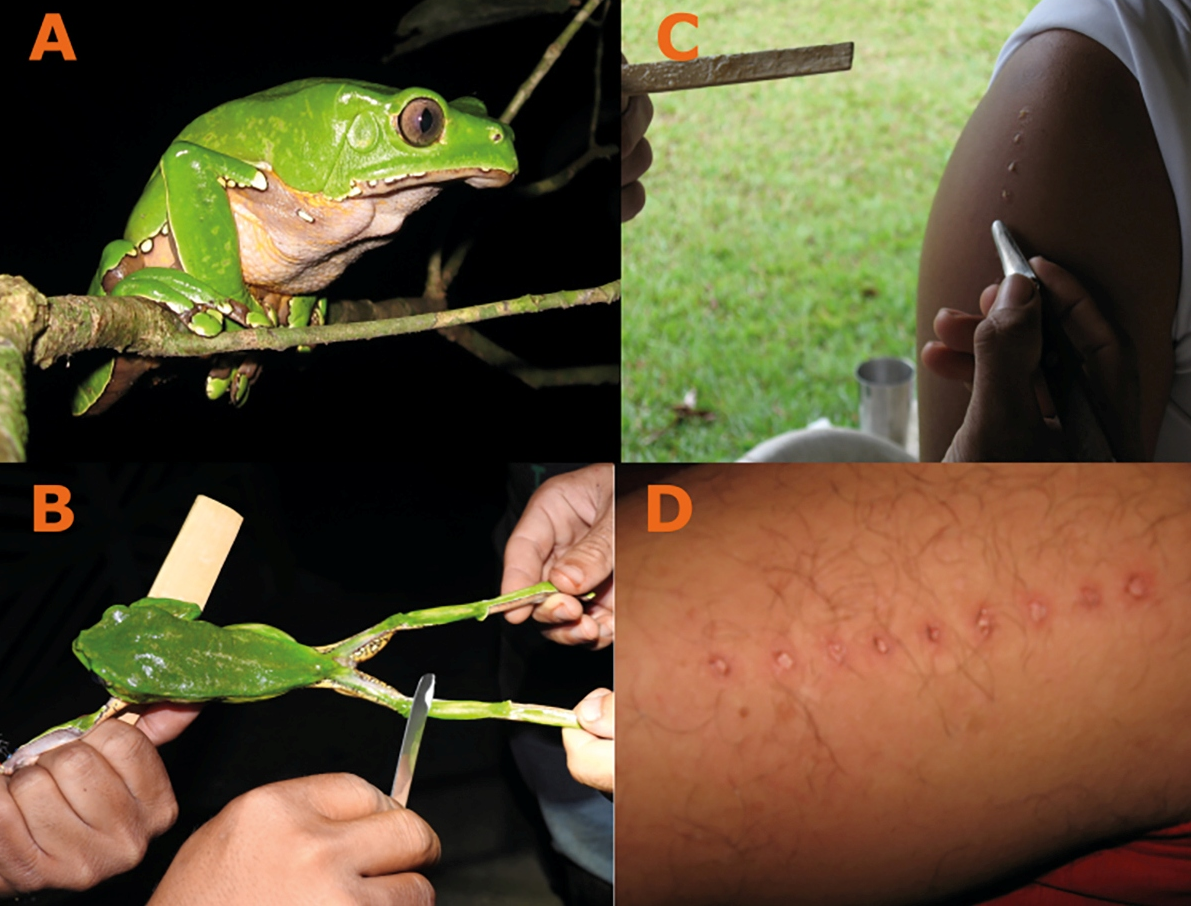
캄보 의식. A) Phyllomedusa bicolor. B) 개구리의 분비물 채취. C) 피부 화상에 캄보 도포. D) 피부 흔적 근접 촬영.

캄보 (필로메두사 바이컬러) 분비물과 두꺼비 독(콜로라도 강 두꺼비를 포함한 다양한 두꺼비에서 추출)을 피정에 사용하기 위한 전통적인 채취 방법은 피해를 최소화하는 것을 목표로 하며 원주민 기준으로는 일반적으로 동물 학대로 간주되지 않지만, 특히 비전통적이거나 상업화된 환경에서는 동물에게 고통을 줄 가능성이 존재한다.

### 성적 학대
동물 성적 학대, 즉 수간은 개인이 자신의 성적 쾌락 또는 타인의 쾌락을 위해 비인간 동물을 착취할 때 발생한다. 수간은 많은 사람들에게 비인간 동물에 대한 성적 매력을 포함하는 성도착인 동물성애와 밀접하게 연관되어 있다. 그러한 개인 중 한 명은 더글러스 스핑크로, 개, 말, 쥐와 같은 여러 동물이 발견된 동물성애 농장을 소유한 혐의로 유죄 판결을 받았다.
말 찢기 또는 말 자르기는 말 (동물)에게 심각한 부상을 입히는 동물 학대 현상으로, 종종 생식기를 훼손하고 옆구리나 목을 베는 것을 포함한다. 그러나 이러한 부상이 인간의 잔혹 행위로 인해 얼마나 자주 발생하는지는 아직 확립되지 않았다. "말 찢기"는 순전히 중립적인 용어는 아닌데, 이는 이러한 훼손 뒤에는 항상 인간의 행위가 있다는 것을 암시하기 때문이다.

### 밀수

#### 불법 마약 거래

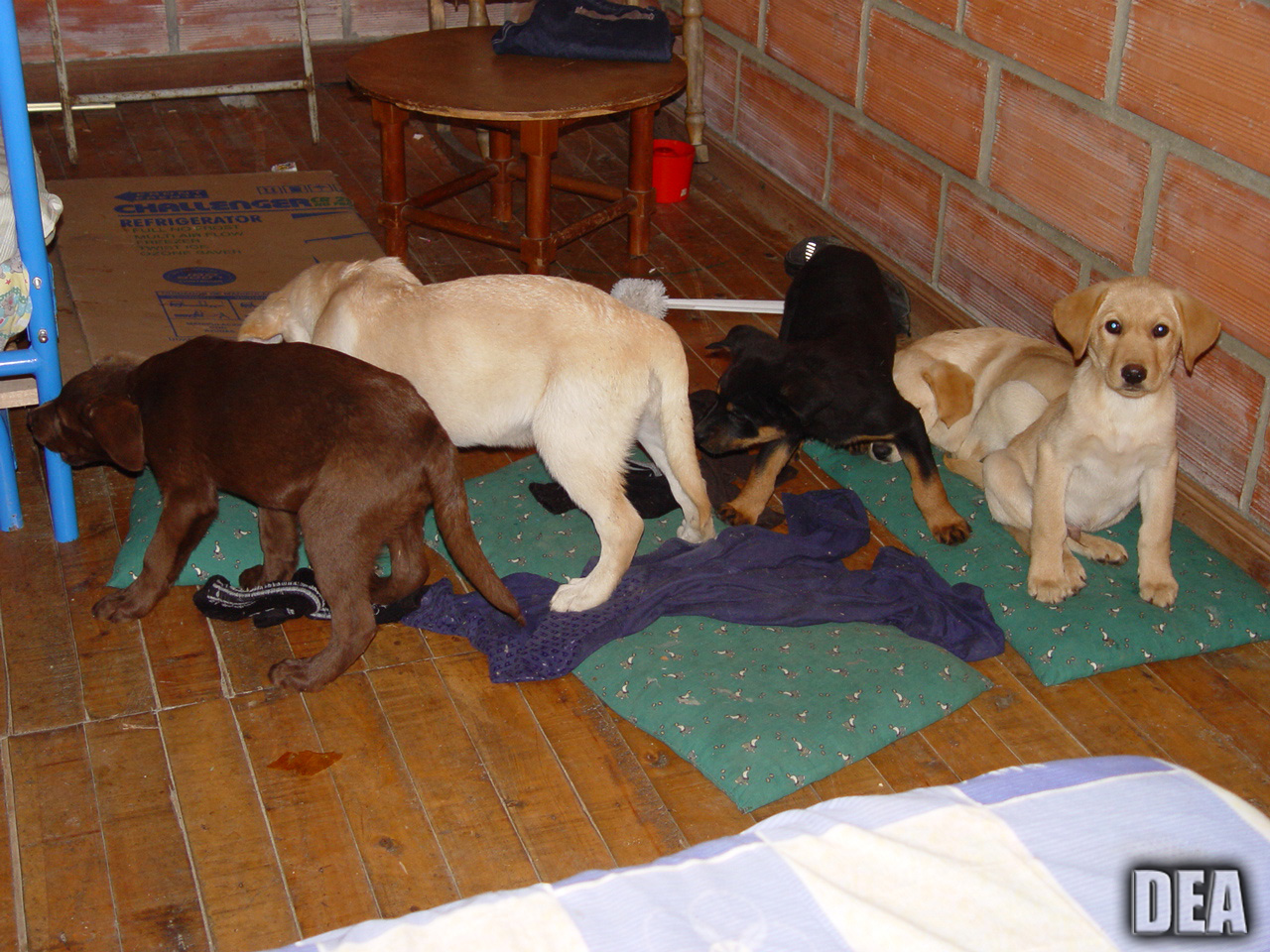
사진 속 강아지들은 수의사 마약 밀수업자에 의해 몸에 액체 헤로인 봉투가 수술적으로 이식되었다.

일부 경우에 밀매업자들은 동물을 이용하여 마약 꾸러미를 밀수하려고 시도했다. 이 방법은 수술적 이식보다 간단하고 밀매업자들에게 위험이 적기 때문에 더 흔하다.
매우 드물게 밀매업자들이 동물에게 약물을 외과적으로 이식한 경우도 있었다.
1993년 마이애미 국제공항에서 당국은 콜롬비아에서 온 312마리의 왕뱀 중 일부가 코카인 총 36kg이 들어 있는 콘돔으로 수술적으로 채워져 있었으며, 이로 인해 모든 뱀이 죽었다는 사실을 발견했다.

#### 야생 동물 밀수

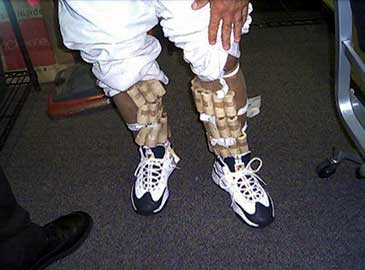
미국 국경에서 체포된 희귀 조류 밀수업자

야생동물밀수는 종종 살아있는 동물을 잔인한 환경에서 운송하는 것을 포함하며, 이는 동물들에게 큰 고통을 유발한다. 동물들은 종종 음식이나 물 없이 비좁은 공간에 갇히게 되어 부상, 질병 또는 사망에 이르게 된다. 이러한 비인도적인 대우는 야생동물밀수를 심각한 형태의 동물 학대로 만든다.

### 운송

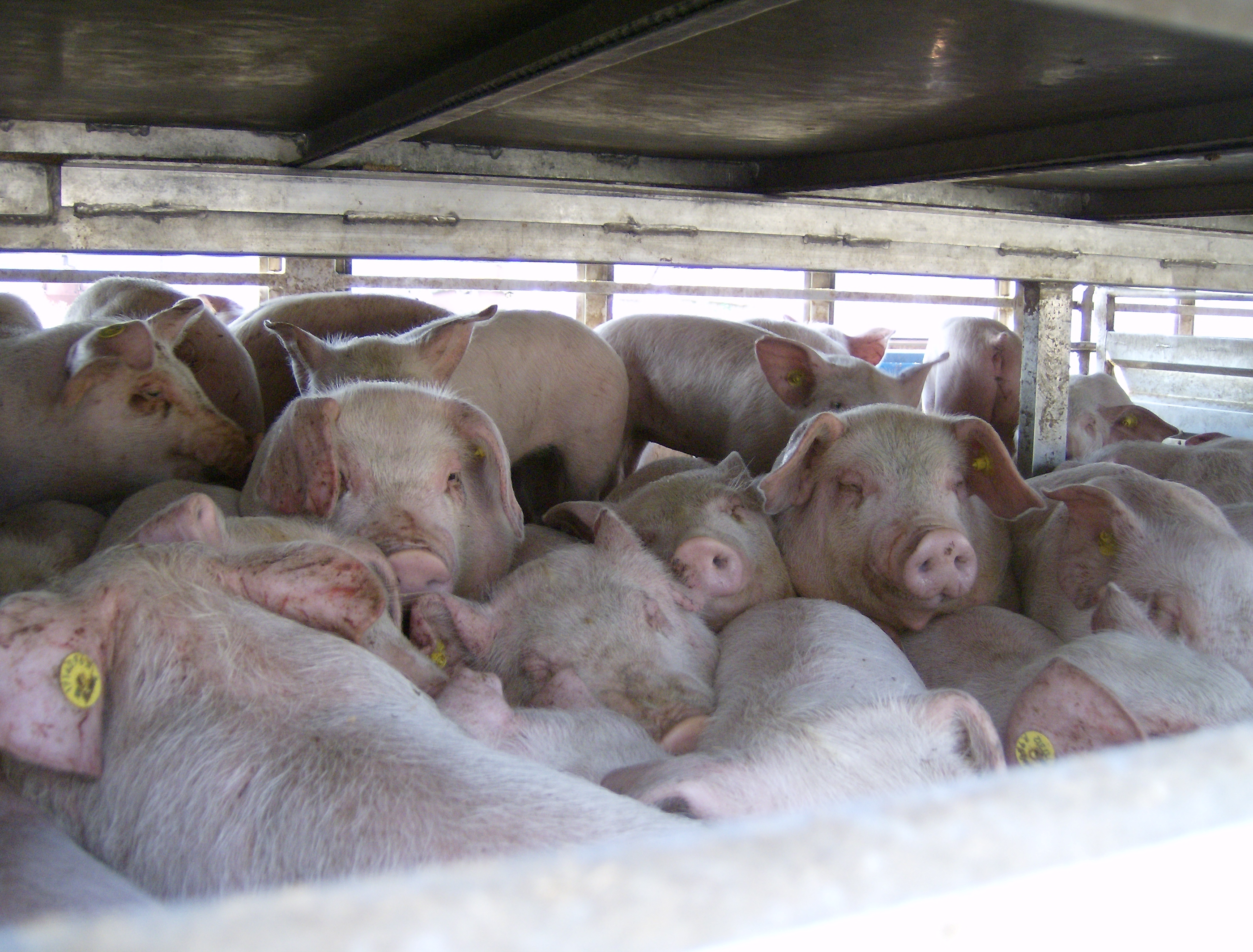
도축장으로 운송되는 농장 동물을 실은 트럭 내부. 도축 전 운송 중에는 탈수, 부상, 스트레스, 질병이 흔하며, 비좁고 비위생적인 환경이 일반적이다.

많은 국가에서 기존 규제가 있음에도 불구하고, 운송 중 잔혹 행위는 부적절한 집행과 비용 최소화를 위한 경제적 압력으로 인해 여전히 널리 퍼져 있는 문제이다. 도축, 판매 또는 전시를 위해 이동하는 동물들은 종종 장시간 동안 비좁은 환경에 갇혀 있으며, 신체적, 심리적 요구에 대한 관심이 거의 없다. 이러한 문제는 특히 다른 국가나 대륙을 가로질러 운송되는 것과 같은 장거리 운송에서 두드러진다. 이러한 여정 동안 동물들은 며칠 또는 몇 주 동안의 이동을 견뎌야 하며, 종종 극한의 온도, 음식과 물 부족, 불충분한 휴식에 직면한다. 운송 중 발생하는 스트레스와 부상은 동물의 복지에 지속적인 영향을 미칠 수 있으며, 일부 경우에는 동물들이 여정을 견디지 못하고 죽을 수도 있다. 운송 중 잔혹 행위를 해결하는 것은, 특히 국제 및 대륙 간 이동의 맥락에서, 더 엄격한 감독, 조련사를 위한 더 나은 훈련, 그리고 전체 운송 과정에서 동물의 복지를 우선시하겠다는 약속을 필요로 한다.
도살용 말의 복지에 대한 한 가지 우려는 말이 도축장으로 운송되는 거리가 때때로 길다는 것이다. 2013년 이탈리아에서는 32,841마리의 말이 도살되었는데, 이 중 32,316마리는 다른 EU 회원국에서 운송되었다.

### 덫 사냥
올가미는 가장 간단한 덫 중 하나이며 매우 효과적이다. 생산 비용이 저렴하고 대량으로 설치하기 쉽다. 올가미는 동물의 목이나 몸을 감싸는 덫으로, 보통 철사나 튼튼한 끈으로 만든 올가미로 구성된다. 올가미는 잔혹성 때문에 동물복지 단체들로부터 널리 비판받고 있다.
접착 덫에 우연히 잡힌 반려동물은 접촉 부위에 식용유나 베이비 오일을 조심스럽게 바르고 동물이 풀려날 때까지 부드럽게 작업하여 풀어줄 수 있다. 미국인도주의협회 및 동물방어동맹과 같은 많은 동물 권리 단체들은 동물에 대한 잔인함 때문에 접착 덫 사용에 반대한다.

### 전쟁
군용동물은 전쟁에 사용하기 위해 인류가 고용한 생명체이다. 이들은 사역동물의 특정 응용 분야이며, 예를 들어 군용견, 군용 돌고래, 전투 코끼리, 군마 등이 있다. 최근에야 동물의 전쟁 참여에 대한 의문이 제기되었으며, 전투에 동물을 사용하거나, 살아있는 폭탄틀:교차 참조, 또는 군사적 동물 실험 목적(예: 비키니 핵 실험 중)으로 사용하는 것과 같은 관행은 이제 잔인하다고 비판받을 수 있다.
프린세스 로열 앤은 영국 전쟁 기념비의 동물의 후원자로, 동물은 인간이 원하는 대로 적응하지만, 훈련을 통해서도 원하지 않는 일은 하지 않을 것이라고 말했다. 인간 갈등에 대한 동물의 참여는 2004년 런던 하이드 파크에 전쟁 기념비의 동물이 세워지면서 영국에서 기념되었다.
2008년 미국 해병대원이 이라크 전쟁 중 새끼 강아지를 절벽 아래로 던지는 영상이 인터넷 밈으로 인기를 얻으며 병사의 잔혹 행위에 대한 광범위한 비판을 불러일으켰다.

### 농장 동물의 복지 문제
다음은 농장 동물에게 일상적으로 수행되는 고통을 유발하는 침습 시술 및 동물 복지 문제를 일상적으로 유발하는 사육 환경 목록이다. 미국 주택 소유자 설문 조사에서 응답자의 68%가 육류 가격이 더 중요한 문제라고 답했다.
| 종          | 침습 시술                                                                                                 | 사육 환경                                                                                |
| ----------- | --- | ---------------------------------------------------------------------------------------- |
| 육계        | - 부리 자르기                                                                                             | - 높은 사육 밀도 - 제한된 움직임                                                         |
| 소          | - 낙인 - 거세 - 뿔 제거 - 귀표 - 코 고리 - 억제 - 단미 - 혀 절제술 (수술) (송아지)                        | - 높은 사육 밀도 (사료통) - 제한된 움직임 (사료통) - 송아지 상자                         |
| 젖소        | - 억제 - 인공수정 - 뿔 제거 - 귀표 - 단미 - 낙인 - 코 고리                                                | - 높은 사육 밀도 - 제한된 움직임 - 태어난 송아지와의 분리 - 착유기에 묶여 있음           |
| 집 칠면조   | - 부리 제거술 - 고기수염 제거술 - 발가락 제거 - 발성 제거 - 뒷발톱 제거 - 발가락 절단 - 칠면조 때리기     | - 높은 사육 밀도 - 제한된 움직임                                                         |
| 개          | - 거세 - 단미 - 귀 자르기 - 귀 새기기 - 전기 충격으로 도살 - 때려서 도살                                  | - 높은 사육 밀도 - 제한된 움직임                                                         |
| 오리와 거위 | - 강제 급식 - 생체 채취 - 날개 자르기                                                                     | - 높은 사육 밀도 - 제한된 움직임                                                         |
| 산란계      | - 부리 제거술 - 눈가리개 - 정식                                                                           | - 강제 털갈이 - 높은 사육 밀도 - 발뒤꿈치 화상 - 제한된 움직임                           |
| 염소와 양   | - 귀표 - 귀 새기기 - 뿔 제거 - 표식 - 뮬싱 - 단미 - 이빨 갈이                                             | - 높은 사육 밀도 (고급 양모 산업, 생축 수출) - 제한된 움직임 (고급 양모 산업, 생축 수출) |
| 말          | - 낙인 - 거세 - 사슬 - 생강술 먹이기                                                                      | - 높은 사육 밀도 - 제한된 움직임                                                         |
| 돼지        | - 거세 - 이산화탄소 기절 - 귀 자르기 - 귀표 - 귀 새기기 - 코 고리 - 단미 - 문신 - 이빨 깎기 - 엄니 다듬기 | - 분만틀 - 높은 사육 밀도 - 제한된 움직임                                                |

1. ↑  '고기수염 제거술'은 칠면조의 고기수염을 제거하는 시술이다.
2. ↑  '눈가리개' 또는 '안경'은 일부 버전에서 비중격을 뚫는 핀이 필요하므로 포함된다.
3. ↑  '정식'은 가금류의 볏, 고기수염, 때로는 귓불을 제거하는 시술이다. 고기수염을 제거하는 것을 때때로 "고기수염 제거술"이라고 한다.
4. ↑  '표식'은 새끼 양의 뮬싱, 거세, 꼬리 단미를 동시에 하는 것이다.
5. ↑  '뮬싱'은 양의 볼기 주변에서 털이 나는 피부 조각을 제거하여 승저증을 예방하는 시술이다.

### 사역동물

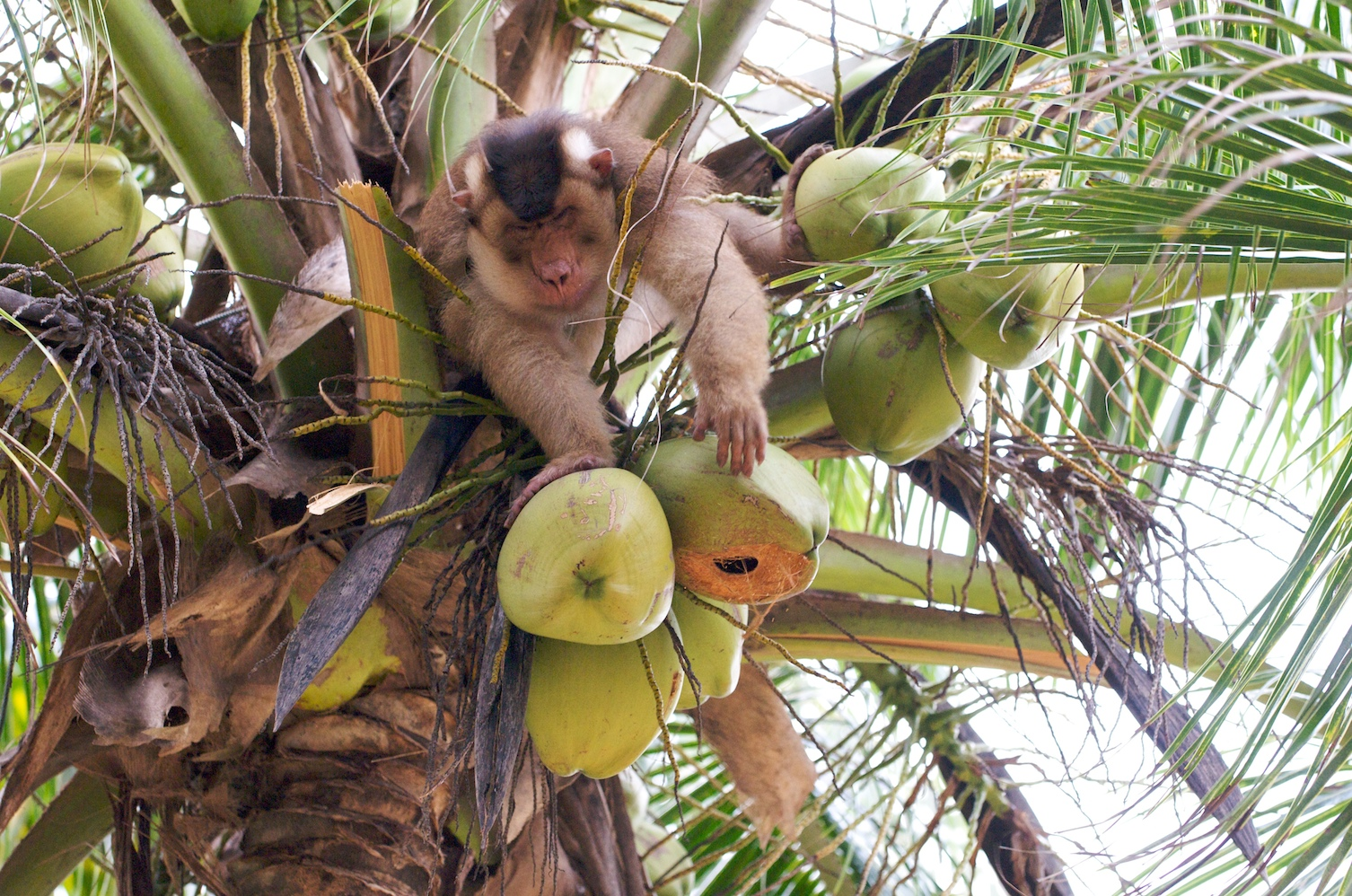
말레이시아 코코넛 야자 나무 꼭대기에 앉아 코코야자를 수확할 준비를 하는 남부돼지꼬리마카크

남부돼지꼬리마카크는 특히 태국과 말레이시아에서 널리 노동에 사용되는 유일한 원숭이 종으로, 수세기 동안 주로 처벌 위주의 방법으로 코코넛과 기타 과일을 수확하도록 훈련되어 왔다. 현재는 소수의 농부들에게만 제한되어 있지만, 이 관행은 계속되고 있으며 태국 남부와 말레이시아 클란탄주에서는 훈련 학교가 여전히 운영되고 있다. 이 관행은 2019년 PETA가 태국에서 마카크를 코코넛 수확에 사용하는 것을 폭로하면서 국제적인 주목을 받았고, 코코넛 제품 불매 운동 촉구로 이어졌다. PETA는 나중에 이 관행이 필리핀, 인도, 브라질, 콜롬비아, 하와이와 같은 다른 주요 코코넛 생산 지역에서는 발생하지 않는다고 명확히 했다.

### 역사적
곰 사육장은 이제 대부분 사라졌는데, 많은 동물원들이 동물의 서식지를 더 자연스럽게 만들려고 노력하기 때문이다. 동물원 방문객들은 자연 환경의 동물을 "활동적"으로, 더 인공적인 환경의 동물을 "수동적"으로 보는 경향이 있다.
황소 달리기는 19세기까지 영국에서 행해지던 관습이었다. 황소를 마을 거리에서 약해질 때까지 쫓아다닌 후 도살하여 고기를 얻는 것이었다. 황소 달리기는 1835년에 불법이 되었고, 마지막 황소 달리기는 1839년 스탬퍼드 (링컨셔주)에서 열렸다. 이 관행은 특정 지역에만 국한되지 않았으며, 남서부의 액스브리지, 남동부의 캔터베리와 워킹엄, 중부의 튜트베리, 동부의 위스베치에서도 황소 달리기가 기록되었다.
고양이 태우기는 1800년대 이전 서유럽과 중앙유럽에서 오락이나 축제로 행해지던 동물 학대의 한 형태였다. 사람들은 고양이를 모아 모닥불에 매달아 불에 태워 죽거나 극심한 열에 노출시켜 죽게 했다. 중세에서 근세까지 고양이는 자만과 위치크래프트와 관련되어 때때로 악마의 상징으로 불에 태워졌다.
개들의 동굴(이탈리아어: Grotta del Cane)은 나폴리 이탈리아 근처의 동굴이다. 동굴 안으로 스며드는 화산 가스는 공기 중에 높은 농도의 이산화 탄소를 포함한다. 안에 갇힌 개들은 기절했는데, 한때 이것은 관광 명소였다.
다이빙 말은 1880년대 중반 북아메리카에서 인기 있었던 놀이 시설로, 말 (동물)이 때로는 60피트 높이에서 다이빙하여 물웅덩이로 뛰어드는 것이었다.
개 돌리기(불가리아어: тричане на куче(та), 틀:불가리아어 음역)는 불가리아 남동부 브로딜로보 마을에서 사순절 첫날에 전통적으로 행해지던 의식이다. 이 의식은 이교적 기원을 가진 것으로 여겨진다.
외국 소 시장은 산업적 동물 취급 및 도축의 중요한 역사적 사례이다. 동물 학대를 의도한 것은 아니지만, 오늘날에는 그 관행의 상당 부분이 문제가 있다고 여겨질 것이다.
긱 쇼는 초기 미국의 이동식 유원지와 서커스의 공연으로, 종종 더 큰 사이드쇼의 일부였다. 공연자는 중앙 링에 서서 살아있는 닭을 쫓아다니며 공연을 펼쳤다. 공연은 공연자가 닭의 머리를 물어뜯어 삼키는 것으로 끝났다.
염소 던지기(스페인어: Lanzamiento de cabra desde campanario 또는 Salto de la cabra)는 스페인 사모라도 망가네세스 데 라 폴보로사 마을에서 1월 넷째 일요일에 기념되던 축제이다. 이 축제는 성 빈센트 순교자의 기념일과 일치했다.
금붕어 삼키기는 1930년대 후반 미국 대학생들 사이에서 처음 유행한 유행이었다.
코츠 카알 파토는 멕시코 유카탄주 이살말 자치시에 위치한 시틸쿰 마을에서 매년 열리던 행사였다. 이 행사에서는 살아있는 동물이 채워진 피냐타를 부수고, 나무 구조물에 오리를 매달아 나중에 참수했다. 2016년부터 휴메인 소사이어티 인터내셔널 멕시코와 지역 단체의 노력으로 이 행사에는 더 이상 이러한 유형의 관행이 없으며, 대신 다양한 스포츠 및 문화 활동이 포함된다.

## 국가별 법률
전 세계의 많은 관할 구역에서 일부 동물에 대한 잔혹 행위를 금지하는 법률을 제정했지만, 이는 국가마다 그리고 사용 또는 관행에 따라 다르다.

전 세계의 의례적 도축에 대한 법적 요구 사항:
기절 필요 없음
절단 후 기절 필요
동시 기절 필요
절단 전 기절 필요
의례적 도축 금지
데이터 없음

### 아프리카

#### 이집트
이집트 법률은 비인도적으로 때리거나 고의로 가축을 죽이는 사람은 누구든지 투옥되거나 벌금을 부과받을 수 있다고 명시하고 있다. 이집트 동물 학대 방지 협회는 백여 년 전에 설립되었으며 1997년 이집트의 투우 금지를 추진하는 데 중요한 역할을 했다.
고대 이집트 법에서는 고양이와 개를 죽인 사람은 사형에 처해졌다.

#### 나이지리아
나이지리아의 동물 학대는 형법(1990년) 제495조에 따라 금지되어 있다. 이 조항은 제495조(1)(a)에 따라 잔인하게 동물을 때리거나, 발로 차거나, 과도하게 짐을 싣거나, 격분시키거나, 겁주는 행위, 또는 소유주로서 이러한 행위를 허용하는 것을 포함한다. 제495조(1)(b)는 불필요한 고통을 유발하는 고의적이거나 불합리한 행위 또는 부작위를(또는 소유주로서 불필요한 고통을 유발하는 행위를 허용하는 것을) 정의한다. 이 조항은 또한 불필요한 고통을 유발하는 방식으로 동물을 운송하는 것(c), 독극물 투여(d), 부주의하게 수술 수행(e), 그리고 동물 싸움과 관련된 행위(f)를 금지한다.

#### 남아프리카 공화국
남아프리카 공화국의 동물보호법 제71호(1962년)는 "농장 동물, 가축 및 조류, 그리고 포획 상태에 있거나 인간의 통제 하에 있는 야생 동물, 조류, 파충류"를 다룬다.
이 법은 과적, 감금으로 인한 불필요한 고통 유발, 쇠사슬 묶기 또는 묶어두기, 유기, 불필요한 음식 또는 물 공급 거부, 더럽거나 기생충이 있는 상태로 사육하는 것, 수의학적 지원 제공 실패를 포함한 금지된 잔혹 행위의 상세한 목록을 포함한다. 또한 불필요한 고통을 초래하는 무분별하거나 불합리하거나 과실적인 행위 또는 부작위를 금지하는 일반 조항도 있다. 농림수산부 (남아프리카 공화국)는 2013/14년부터 2016/17년까지 동물 보호 법안 업데이트를 언급한다.
NSPCA는 남아프리카에서 가장 크고 오래된 동물 복지 단체로, 동물보호법을 집행하여 국내 모든 동물 학대 사건의 90%를 담당한다.

#### 남수단
남수단의 형법에는 동물 학대에 대한 법률이 있다. 해당 법률은 다음과 같다.
196조. 가축 학대.
누구든지 길들여진, 가축 또는 이전에 자유를 박탈당한 야생 동물을 잔인하게 때리거나, 고문하거나, 기타 고의로 학대하거나, 닭, 숫양, 황소 또는 기타 가축 간의 싸움을 주선, 조장 또는 조직하거나 그러한 행위를 장려하는 경우, 위반이 발생하며 유죄 판결 시 2개월 이하의 징역 또는 벌금에 처해진다.

197조. 동물 타기 및 방치.
누구든지 동물을 무분별하게 타거나, 과도하게 몰거나, 과도하게 짐을 싣거나, 고의로 약물을 투여하거나, 나이, 질병, 상처 또는 허약으로 인해 일할 수 없는 상태인 동물을 고용하거나, 동물을 불필요한 고통을 유발하는 방식으로 방치하는 경우, 위반이 발생하며 유죄 판결 시 1개월 이하의 징역 또는 벌금 또는 둘 다에 처해진다.

### 아메리카

#### 아르헨티나
아르헨티나에서는 국가 법률 제14346호에 따라 동물을 학대하거나 잔혹 행위를 가하는 자에게 15일에서 1년까지의 징역형이 부과된다.

#### 브라질
브라질은 연간 1인당 약 30.8마리의 육상 동물을 도축하는 대량 동물 생산국이며, 이는 세계 평균인 10.1마리와 비교된다. 이 나라의 농장 동물에 대한 의존도는 비교적 높아, 1인당 약 8마리의 농장 동물이 있으며, 이는 세계 평균인 4.1마리의 두 배이다.
1998년 법률은 가축 및 야생 동물 학대를 금지한다. 이 법률은 1934년 법령보다 더 심각한 처벌을 부과하며, 3개월에서 1년의 징역과 벌금을 부과하고, 동물이 죽은 경우에는 형벌이 6분의 1에서 3분의 1로 증가한다.

#### 캐나다
캐나다에서는 형법에 따라 동물에게 고의적으로 불필요한 고통, 괴로움 또는 부상을 입히는 것은 범죄이다. 동물에게 독극물을 투여하는 것은 특별히 금지되어 있다. 다른 사람의 소유인 동물에게 해를 끼치겠다고 위협하는 것도 범죄이다. 대부분의 주와 준주에도 동물 보호 법률이 있다. 그러나 캐나다 법률에서 개나 고양이를 식용으로 도살하는 것은 명시적으로 불법은 아니다.
동물 법률 방어 기금은 매년 모든 주와 준주의 동물 보호 법률을 상대적인 강도와 일반적인 포괄성을 기준으로 순위를 매긴 보고서를 발표한다. 2014년에는 매니토바주, 브리티시컬럼비아주, 온타리오주, 노바스코샤주가 가장 강력한 4개 관할 구역이었다. 가장 약한 4개 관할 구역은 서스캐처원주, 노스웨스트 준주, 퀘벡주, 누나부트 준주였다.

#### 칠레
법률 20380호는 동물 학대 행위에 연루된 자에게 벌금(2~30 월별 세금 단위) 및 징역(541일~3년)을 포함한 처벌을 확정했다. 또한 학교 교육을 통해 동물 보호를 용이하게 하고, 동물 실험 관련 정책을 정의하기 위한 생명윤리위원회를 설립한다.

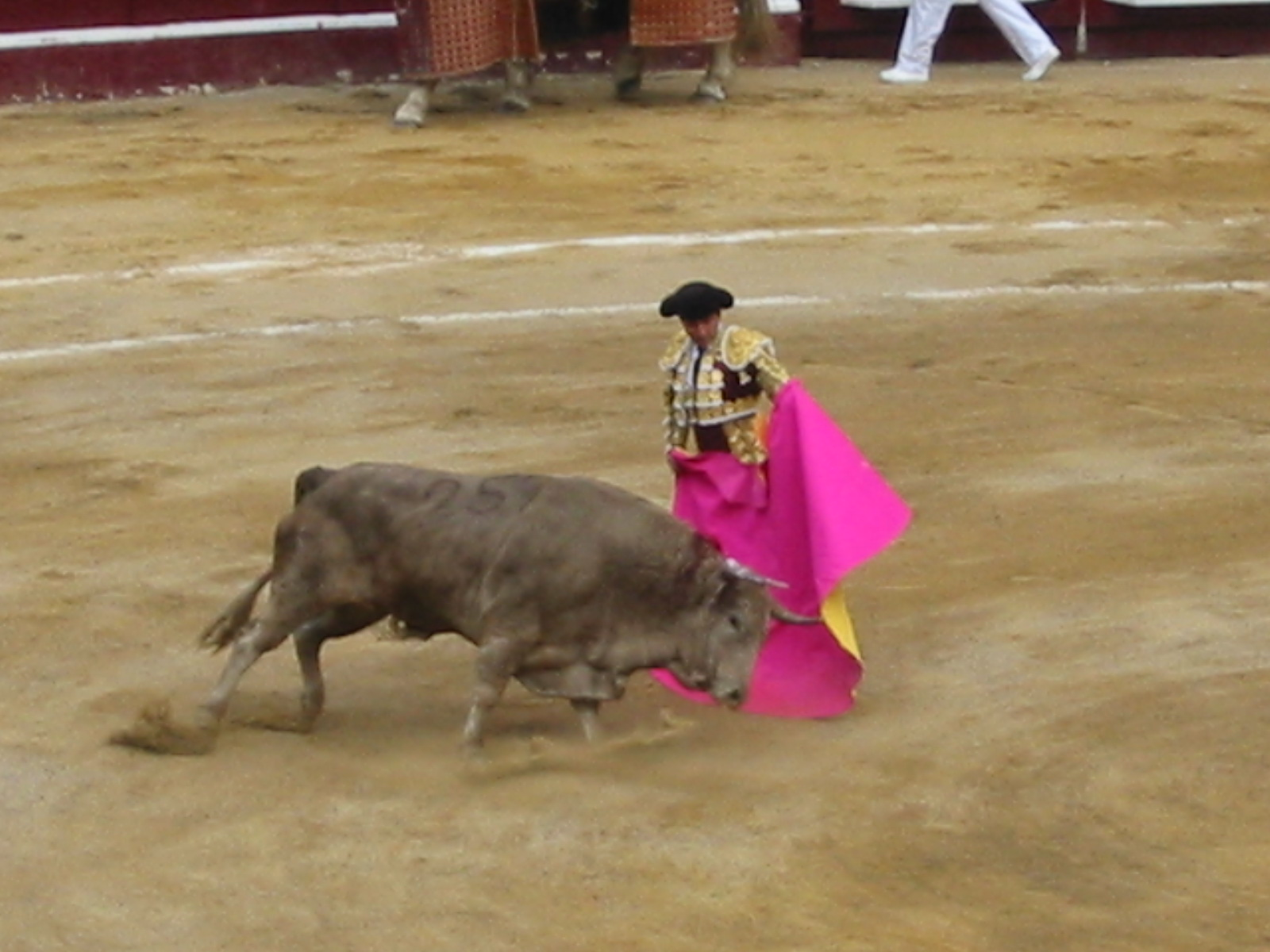
스페인 문화의 유산인 보고타에서의 투우. 투우 관행은 콜롬비아의 수많은 단체들로부터 비판을 받고 있다. 이 나라에서는 여전히 합법이다.

#### 콜롬비아
콜롬비아에서는 동물에 대한 잔혹한 행위에 대한 통제가 거의 없으며, 정부는 투우를 "문화유산"으로 선언할 것을 제안했다. 닭싸움과 같은 다른 활동도 동일한 법적 대우를 받고 있다.

#### 코스타리카

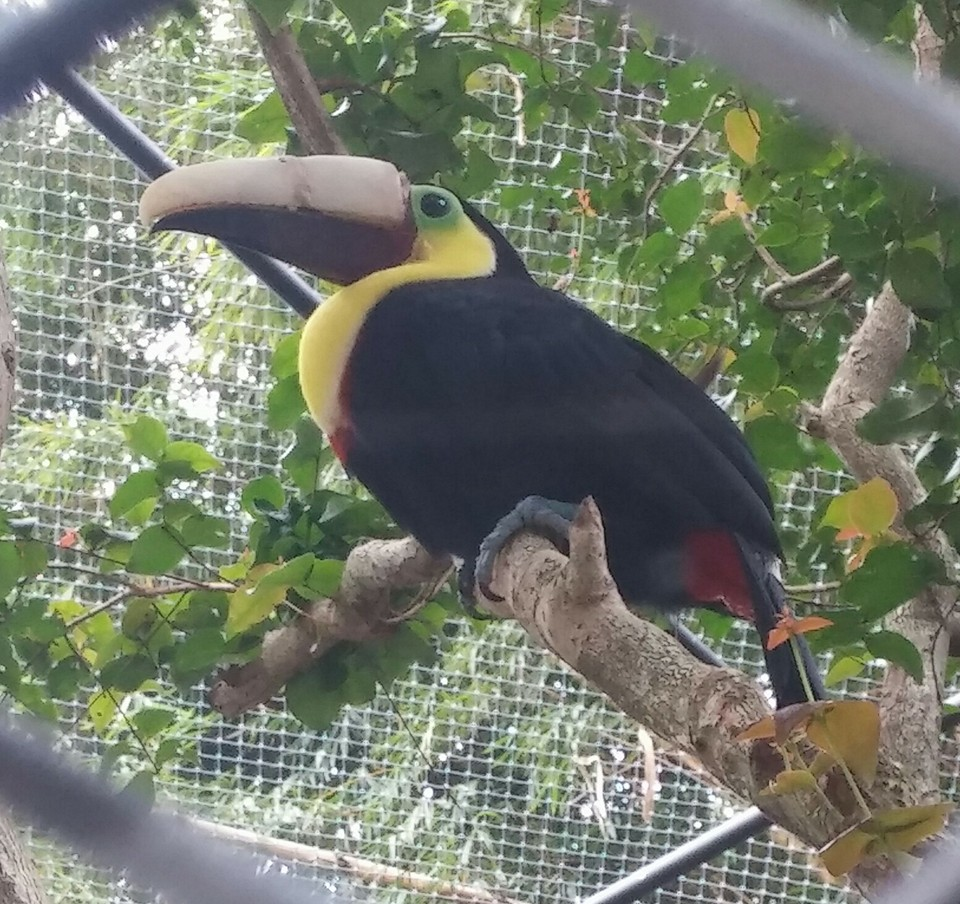
부리 절반을 잃은 후 3D 프린팅된 인공 부리를 가진 투칸 그레시아

2017년, 수년간의 법적 다툼 끝에 코스타리카는 동물 복지법을 통과시켰다. 이 법은 가축을 해치거나 죽이거나 동물 싸움을 벌이는 행위에 대해 3개월에서 1년의 징역형을 포함한다. 동물을 학대, 방치 또는 유기하거나, 동물 싸움을 위해 번식 또는 훈련시키거나, 동물 실험 규정을 위반하는 행위에 대해서는 벌금이 부과된다. 이 법은 농업 관행, 수산양식, 축산학 또는 수의학 활동, 소비를 위한 동물 살상, 위생 또는 과학적 이유, 또는 번식 통제는 다루지 않는다. 야생 동물은 야생 동물법에 따라 보호된다.
이 법안은 다친 왕부리새류가 발견되어 부리 상단 절반을 잃을 때까지 의회를 통과하지 못했다. 다친 새 그레시아의 소식과 이미지는 그녀를 위한 3차원 인쇄 보철을 만들기에 충분한 기부금을 모았고, 법안의 진전을 촉진하는 데 도움이 되었다.

#### 멕시코
멕시코의 현재 민법 정책은 동물을 학대한 소유주에 대한 재산권 침해로 동물에 대한 신체적 해를 비난하며, 동물을 소유 재산으로 간주한다.
형법에서는 상황이 다르다. 2012년 12월, 멕시코시티 멕시코시티 입법 의회는 기존 형법을 개정하여 동물이 재앙이나 유해 생물로 간주되지 않는 한 동물 학대와 잔혹 행위를 형사 범죄로 규정했다. 유기된 동물은 재앙으로 간주되지 않는다. 이후 개정은 2013년 1월 31일 연방 관보에 게시된 법령에 따라 발효되었다. 이 법은 동물에게 명백한 부상을 입힌 사람에게 6개월에서 2년의 징역형과 최저 임금 50일에서 100일 상당의 벌금형을 부과하며, 이러한 부상이 생명을 위협하는 경우 형벌은 절반으로 가중된다. 사람이 고의로 동물의 죽음을 초래한 경우 형벌은 2년에서 4년의 징역형과 최저 임금 200일에서 400일 상당의 벌금으로 증가한다.
이 법은 나머지 31개 구성 주 전체에 적용되는 것으로 간주된다. 또한, 연방 지구 동물 보호법은 "불필요한 고통"을 금지하는 것을 기반으로 광범위하다. 유사한 법률이 현재 대부분의 주에서 존재한다.

#### 미국
미국에서 동물 관리 및 조건에 관한 주요 연방 법률은 1970년, 1976년, 1985년, 1990년, 2002년, 2007년에 개정된 동물 복지법 1966년이다. 이 법은 미국에서 연구, 전시, 운송 및 판매업자의 동물 취급을 규제하는 유일한 연방 법률이다. 다른 법률, 정책 및 지침은 추가적인 종 적용 범위 또는 동물 관리 및 사용에 대한 세부 사항을 포함할 수 있지만, 모두 동물 복지법을 최소 허용 가능한 기준으로 참조한다.
동물 법률 방어 기금은 각 주의 동물권 보호 법률의 상대적 강도와 일반적인 포괄성을 기준으로 매년 보고서를 발표한다. 2013년 보고서에 따르면 강력한 동물 학대 방지 법률을 가진 상위 5개 주는 일리노이주, 메인주, 미시간주, 오리건주, 캘리포니아주였다. 2013년에 가장 약한 동물 학대 법률을 가진 5개 주는 켄터키주, 아이오와주, 사우스다코타주, 뉴멕시코주, 와이오밍주였다.
매사추세츠주와 뉴욕주에서는 인도주의 사회 및 협회의 요원이 동물 학대 방지 법률을 집행하기 위한 특별 경찰관으로 임명될 수 있다.
2004년 플로리다주의 한 의원은 "소 학대" 금지를 제안하며 다음과 같이 진술했다. "연습, 오락, 또는 스포츠를 위해 밧줄 던지기, 올가미, 끌기, 또는 소의 꼬리를 만지는 등의 방법으로 고의적으로 소를 넘어뜨리거나 균형을 잃게 하는 자는 1급 경범죄를 저지르는 것이다." 이 제안은 법률이 되지 못했다.
미국에서는 귀 자르기, 단미, 로데오 스포츠 및 기타 행위가 합법이며 때로는 용인된다. 잔혹 행위에 대한 처벌은 추구하더라도 최소한에 그칠 수 있다. 현재 50개 주 중 46개 주가 특정 형태의 동물 학대에 대해 중범죄 처벌을 제정했다. 그러나 대부분의 관할 구역에서 동물 학대는 일반적으로 경범죄로 기소된다. 최근 캘리포니아의 한 사례에서는 동물 학대에 대한 중범죄 유죄 판결이 삼진아웃법으로 인해 이론적으로 25년에서 종신형까지 선고될 수 있었는데, 이는 이전의 중범죄 유죄 판결에 따라 형량을 늘리는 법이다.
2003년 캘리포니아주 웨스트 할리우드는 고양이 발톱 제거를 금지하는 조례를 통과시켰다. 2007년 버지니아주 노퍽은 의료적 이유로만 이 시술을 허용하는 법안을 통과시켰다. 그러나 대부분의 관할 구역에서는 이 시술을 허용한다.
2013년 4월, 텍사스 연방 법원 판사 심 레이크는 동물 학대를 묘사하는 비디오의 녹화, 판매 및 운송을 음란물로 형사 처벌하는 2010년 동물 압사 비디오 금지법이 미국 수정 헌법 제1조를 위반한다고 판결했다. 레이크 판사는 음란물 테스트에 명시적으로 성적인 묘사가 필요하지만, 형사 처벌되는 비디오에는 이러한 내용이 없다고 언급했다. 이는 미국 대 스티븐스 판례에 따른 것으로, 이 판례는 동물 학대 비디오의 소유에 대한 제한도 위헌이라고 판결했다.
2019년 11월, 도널드 트럼프 미국 대통령은 동물 학대 및 고문 방지법에 서명하여 특정 고의적인 동물 학대 행위를 최대 7년의 징역형을 선고하는 연방 범죄로 만들었다. 이 법은 버락 오바마 대통령이 서명한 2010년 동물 압사 비디오 금지법을 확장한 것으로, 동물을 짓밟거나, 불태우거나, 익사시키거나, 질식시키거나, 꿰뚫거나, 다른 형태의 고문을 가하는 장면을 담은 비디오의 제작 및 배포를 금지했다. 2010년 법안에 포함되지 않았던 근본적인 행위들은 PACT 법의 일부이며 이제 연방 범죄이다. 이 법안은 미국 하원과 미국 상원에서 만장일치로 통과되었다.

##### 주 복지법
여러 주에서 인도적인 농업을 지지하는 법률을 제정했거나 고려했다.
- 2002년 11월 5일, 플로리다 유권자들은 찬성 55%로 수정안 10호를 통과시켜, 플로리다 헌법을 개정하여 임신한 돼지를 분만틀에 가두는 것을 금지했다.[228]
- 2004년 1월 14일, AB-732 법안은 캘리포니아 의회 농업 위원회에서 폐기되었다.[229] 이 법안은 분만틀 및 송아지 상자를 금지했을 것이며, 나중에 송아지 상자만 포함하도록 개정되었다.[230] 2007년 5월 9일, AB-594 법안은 캘리포니아 주 의회에서 철회되었다. 이 법안은 사실상 의회 농업 위원회에서 폐기되었는데, 법안의 내용이 메디칼(Medi-Cal) 하의 금연 보장에 관한 내용으로 대체되었기 때문이다.[231] AB-594는 현재 주민 발의안 2호와 매우 유사했다.[232]
- 2006년 11월 7일, 애리조나 유권자들은 62%의 지지율로 주민 발의안 204호를 통과시켰다. 이 법안은 송아지 상자에 송아지를 가두는 것과 임신한 암퇘지를 분만틀에 가두는 것을 금지한다.[233]
- 2007년 6월 28일, 오리건주 주지사 테드 쿨롱고스키는 돼지를 분만틀에 가두는 것을 금지하는 법안(SB 694, 제74회 입법회, 정기 회기)에 서명했다.[234]
- 2008년 1월, 네브라스카 주 상원 법안 LB 1148, 돼지 농장의 분만틀 사용 금지 법안은 논란 속에서 5일 만에 철회되었다.[235]
- 2008년 5월 14일, 콜로라도 주지사 빌 리터는 분만틀과 송아지 상자를 단계적으로 폐지하는 법안인 SB 201에 서명했다.[236][237]

#### 베네수엘라
베네수엘라는 2010년 "자유 및 포획 가축 보호법"을 공포하여 동물 관리 및 소유권에 관한 책임과 제재를 정의했다. 동물 학대 행위는 벌금형에 처해지지만, 투옥 사유는 아니다. 이 법은 또한 공격적이고 위험하다고 알려진 핏불 테리어견을 포함한 유사한 품종의 소유, 번식 및 복제를 금지한다. 이는 개 소유자들로부터 반발을 불러일으켰는데, 그들은 개의 공격성이 품종 자체보다 주인의 대우에 의해 더 많이 결정된다고 주장했다.

### 아시아

#### 이스라엘
이스라엘은 2021년 6월 패션 산업에 대한 모피 판매를 금지했다.

#### 중국
2006년 현재, 중국에는 동물 학대 행위를 규제하는 법률이 없었다. 영국동물학대방지협회와 같이 동물 학대 사건을 모니터링하는 정부 지원 자선 단체도 없다. 물고기, 호랑이, 곰과 같은 모든 종류의 동물 학대는 법 집행 기관과 동물복지 당국에 신고되어야 한다.
통일된 동물 학대 금지법이 없는 상황에서, 월드 애니멀 프로텍션은 특정 맥락, 특히 연구 및 동물원에서 사용되는 동물들의 복지를 보호하는 일부 법률이 존재한다고 언급한다.
2009년 9월, 중국에서 고의적인 동물 학대에 대한 법안이 초안되었다. 통과될 경우, 이 법안은 반려동물, 사육 야생 동물, 실험실에서 사용되는 동물에 대한 일부 보호를 제공하고, 농장 동물의 사육, 운송 및 도축 방법을 규제할 것이다.
2008년, 중화인민공화국은 수도 베이징시의 유기견 개체수 관련 법률을 개정하는 과정에 있었다. 베이징시 인민대회(BMPC) 산하 내부 사법 위원회 위원장인 정강 씨는 지방 정부의 베이징시 개 조례 초안을 지지했다. 이 법률은 1989년에 도입된 베이징시 개 소유 조례를 대체할 것이다. 현행 조례는 개 소유를 "엄격하게" 제한하고 도시 내 개 개체수를 통제하는 것에 대해 언급했다. 제안된 초안은 대신 "엄격한 관리와 제한과 관리를 결합"하는 것에 중점을 두었다.

#### 홍콩
2010년 현재 홍콩은 잔혹 행위 방지 법률을 보완하거나 대체하여 동물을 어떻게 다루어야 하는지를 명시하는 법률을 사용하여 긍정적인 접근 방식을 취하고 있다.
홍콩에서 동물 복지를 주로 담당하는 정부 부서는 농림어업부(AFCD)이다.
AFCD가 집행하는 법률은 다음과 같다.
- 동물 학대 방지 조례 (경찰도 집행)
- 공중 보건 (동물 및 조류) 조례 (가축 사육자 및 동물 상인에게 부과되는 면허 규정 및 면허 동물 상인을 위한 기준 강령 포함)
- 개 및 고양이 조례
- 동물 포획 조례
- 광견병 조례
- 야생 동물 보호 조례

또한, 식품 환경 위생국(FEHD)은 다음을 수행한다.
- 도축장 및 재래시장에 대한 규정을 포함하는 공중 보건 및 시립 서비스 조례를 집행한다.
- 식품 동물의 복지를 위한 실천 강령을 발행한다 (운송 설명 포함)
- 도축장에서 식품 동물의 복지를 위한 운영 지침을 발행한다.

보건국은 다음을 수행한다.
- 동물 (실험 통제) 조례를 집행한다.
- 실험 목적의 동물 관리 및 사용을 위한 실천 강령을 발행한다.

2006년 현재 홍콩에는 "동물 학대 방지 조례"라는 법률이 있으며, 최대 3년 징역과 HKD 20만 달러의 벌금형이 부과된다.

#### 인도
동물 학대 방지법 (1960년)은 1982년에 개정되었다.
새로 개정된 인도 동물 복지법(2011년)에 따르면, 동물 학대는 범죄이며 초범의 경우 1만 루피 이상 2만 5천 루피 이하의 벌금 또는 2년 이하의 징역 또는 둘 다에 처해진다. 재범 또는 그 이후의 범죄의 경우, 5만 루피 이상 1라크 루피 이하의 벌금과 1년 이상 3년 이하의 징역에 처해진다. 이 개정안은 현재 인도 정부의 비준을 기다리고 있다. 1962년 법안은 현재 시행되고 있는 법안이다. 1962년 법안의 최대 형벌은 50루피(1달러 미만)이다.
지역 동물 학대 방지 협회, PF, A 및 Fosteradopt와 같은 많은 단체들이 대중이 경찰에 학대 사례를 신고하고 가해자를 정의의 심판대에 세우는 것을 적극적으로 돕고 있다. 이로 인해 인도 아대륙에서 많은 변화가 관찰되었다. 2022년에는 동물을 죽인 경우 최소 7만 5천 루피의 벌금과 최대 5년의 징역형을 부과하는 조항이 마련되었다. 이 법안 초안은 또한 제3A조에 따라 갈증, 배고픔, 영양실조, 두려움과 고통으로부터의 자유를 포함한 동물의 5가지 자유를 제안한다.

#### 이란
이란 정부는 반려동물 금지법을 후원했는데, 도시에서 애완동물, 번식, 판매, 산책, 사육을 금지하며, 나지스 동물/새도 포함된다. 동물의 생명과 복지는 이슬람 형법과 피끄흐에 의해 일부 제한적으로 보호된다. 동물 학대를 촬영하는 것은 불법이다. 안락사는 하람이다.

#### 일본
일본에서는 1973년 동물 복지 및 관리법(1999년 및 2005년 개정)이 "누구든지 정당한 이유 없이 동물을 살해하거나 해치거나 학대해서는 안 된다"고 규정하며, 특히 사람이 소유한 모든 포유류, 조류, 파충류에 대한 학대를 범죄로 규정한다. 또한 소, 말, 염소, 양, 돼지, 개, 고양이, 비둘기, 집토끼, 닭, 집오리는 포획 여부와 관계없이 학대를 범죄로 규정한다.
- 정당한 이유 없는 살해 또는 부상: 1년 이하의 징역 또는 100만 엔 이하의 벌금
- 정당한 이유 없이 사료 또는 물 공급을 중단하여 쇠약을 초래하는 등 잔혹 행위: 50만 엔 이하의 벌금
- 유기: 50만 엔 이하의 벌금

반려동물 가게 및 기타 사업체에서 다루는 동물의 건강과 안전을 보장하기 위한 별도의 국가 및 지방 조례가 존재한다.
동물 실험은 2000년 동물 인도적 취급 및 관리법에 의해 규제되며, 2006년에 개정되었다. 이 법은 동물을 사용하는 사람들이 대체, 감소, 개선으로 나열된 3R 원칙을 따르도록 요구하며, 가능한 한 적은 동물을 사용하고 최소한의 고통과 괴로움을 유발하도록 요구한다. 규제는 국가 지침을 기반으로 한 지방 차원에서 이루어지지만, 기관에 대한 정부 검사는 없으며 사용되는 동물 수에 대한 보고 요구 사항도 없다.

#### 말레이시아
동물복지법(2015년)에 따라 보호되는 동물에 대한 학대는 2만~10만 링깃의 벌금 및 최대 3년의 징역형에 처해진다. 야생동물보호법(2010년)에 따라 보호되는 동물에 대한 학대는 5천~5만 링깃의 벌금 및 최대 1년의 징역형에 처해진다.
AA에 따르면, 누구든지 "잔인하게 동물을 때리거나, 발로 차거나, 학대하거나, 과도하게 타거나, 과도하게 몰거나, 과도하게 짐을 싣거나, 고문하거나, 격분시키거나, 겁주는" 행위를 하면 동물 학대 죄를 저지르는 것이다.

#### 사우디아라비아
수의사 라나 던과 여러 사우디 국적자들은 사우디 법률 시스템 내에서 "잔혹 행위"라는 용어가 잘 정의되어 있지 않기 때문에 동물을 잔혹 행위로부터 보호하는 법률이 없다고 보고한다. 그들은 동물, 특히 애완동물 가게와 동아프리카와의 이국적인 동물 거래에서 동물의 환경을 감독할 기관이 부족하다고 지적한다.

#### 대한민국
대한민국의 동물 복지법은 국제 표준에 비해 미약하다.
대한민국 동물 보호법은 동물을 학대하거나 잔혹하게 대하는 사람을 최대 3년의 징역 또는 3천만 원(25,494달러)의 벌금에 처할 수 있다고 명시하고 있지만, 현재 법 체계에서 동물이 물건으로 취급되기 때문에 처벌 기준이 낮았다고 정 청장은 말했다.

#### 대만
대만 동물보호법은 1998년 통과되어 잔혹 행위에 대해 최대 25만 타이완 달러의 벌금을 부과한다. 동물 학대에 대한 형사 처벌은 2009년에 제정되었으며, 최대 1년의 징역형을 포함한다.

#### 태국
태국은 2014년에 최초의 동물 복지법을 도입했다. 잔혹 행위 방지 및 동물 복지법, B.E. 2557 (2014)은 2014년 12월 27일에 발효되었다.

### 유럽

#### 유럽 연합
유럽 연합 이사회 지침 1999/74/EC은 유럽 연합이 산란계 사육을 위한 최소 기준에 대해 통과시킨 지침 (유럽 연합)으로, 사실상 재래식 배터리 케이지를 금지한다. 이 지침은 1999년에 통과되어 13년의 단계적 폐지 기간을 거쳐 2012년 1월 1일부터 EU에서 재래식 배터리 케이지를 금지했다.
또한 유럽의 많은 지역에서 고양이 발톱 제거는 불법이다.

#### 프랑스
프랑스에서 동물 학대는 2년 징역형과 벌금(30,000 유로)에 처해진다.

#### 독일
독일에서 동물을 죽이거나 상당한 고통(또는 장기간 반복적인 고통)을 유발하는 행위는 최대 3년의 징역 또는 벌금에 처해진다.
동물이 외국 원산지인 경우, 그 행위는 또한 형사상 재산 손괴로 처벌될 수 있다.

#### 이탈리아
동물에 대한 잔혹 행위는 법률 제189/2004호에 따라 최소 3개월에서 최대 3년의 징역형과 최소 3,000 유로에서 최대 16만 유로의 벌금형에 처해질 수 있다.

#### 아일랜드
2013년 동물 건강 및 복지법은 2014년에 발효되어 동물 보호를 강화했다. 최대 형벌은 25만 유로와 최대 5년의 징역형이다. 여러 사례에서 최대 3년의 징역형이 부과되었다.

#### 포르투갈
2014년 10월 1일부터 포르투갈에서 동물에 대한 폭력은 범죄가 되었다. 8월 29일 공화국 일보에 게재된 법률은 동물 학대를 범죄화하며 "합리적인 이유 없이 반려 동물에게 고통, 고난 또는 기타 어려움을 가하는 자"는 최대 1년의 징역형에 처해진다고 명시한다. 이러한 행위가 "동물의 죽음", "중요한 장기 또는 사지의 박탈", 또는 "이동 능력의 심각하고 영구적인 손상"을 초래하는 경우, 책임자는 최대 2년의 징역형에 처해진다.
애완동물의 경우, 새로운 법은 "동물을 보관, 감시 또는 돌볼 의무가 있는 자가 동물을 유기하여 그 먹이와 돌봄 제공을 위험에 빠뜨리는 경우" 최대 6개월의 징역형에 처해진다고 규정한다.

#### 스웨덴
스웨덴에서 동물 학대는 벌금형과 최대 2년의 징역형에 처해진다. 소유주는 동물을 소유할 권리를 잃게 되며 동물은 소유주로부터 분리된다.

#### 스위스
스위스의 동물 보호법은 세계에서 가장 엄격한 법 중 하나로, 토끼 우리 크기와 개에게 제공해야 하는 운동량 등 동물의 대우를 포괄적으로 규제한다.
취리히주에서는 앙투안 괴첼이라는 동물 변호사가 동물 학대 사건에서 동물의 이익을 대변하기 위해 주 정부에 고용되었다.

#### 튀르키예
튀르키예의 동물보호법 제5199호에 따르면 동물 학대는 최대 4년의 징역형에 처할 수 있는 형사 범죄로 간주된다. 2021년 7월, 튀르키예는 동물을 사용하는 서커스 및 돌고래 수족관 개장을 금지했다. 기존 시설은 10년 내에 운영을 중단할 것이다. 튀르키예 동물권 연맹(HAYTAP)은 이전 법률이 동물 학대자에게 충분히 강력한 처벌을 포함하지 않는다고 믿었다. 2024년, 튀르키예에서는 한 동물 학대 사건이 소셜 미디어에서 광범위한 분노를 일으켰다. 이스탄불 퀴췩체크메제 주택 단지에서 키우던 에로스라는 고양이가 1월 1일 새벽 이브라힘 켈로을란에 의해 고문당해 죽임을 당했다. 켈로을란이 에로스를 고문하는 순간은 현장 보안 카메라에 녹화되었다. 켈로을란은 2월 8일 퀴췩체크메제 제16형사재판소에서 열린 첫 공판에서 선행 감경을 받고 풀려났다. 선행 감경을 받은 켈로을란에 반대하는 "이브라힘 켈로을란을 체포하라"는 캠페인이 소셜 미디어에서 시작되었다.

#### 영국
영국에서 동물 학대는 최대 6개월의 징역형을 받을 수 있는 형사 범죄이다.
1911년 8월 18일, 하원에서는 왕립 동물학대방지협회(RSPCA)의 로비에 따라 1911년 동물보호법이 도입되었다. 최대 형벌은 25파운드의 벌금과 함께 6개월의 강제 노동이었다.
1839년 런던경찰법에서는 런던에서 "사자, 곰, 오소리, 닭, 개 또는 다른 동물을 싸우게 하거나 미끼로 사용하는 것"이 금지되었으며, 최대 1개월의 징역형(강제 노동 가능) 또는 최대 5파운드의 벌금형에 처했다. 이 법은 동물을 운전하거나 마차를 내리는 방식, 시간, 장소에 대한 수많은 제한을 두었다. 또한 주인들이 광견을 풀어놓는 것을 금지했으며, 경찰에게는 광견으로 의심되거나 광견에게 물린 개를 죽일 권리를 부여했다. 같은 법은 개를 수레를 끄는 데 사용하는 것을 금지했다.

그때까지 개들은 우유, 빵, 생선, 고기, 과일, 채소, 동물 사료(고양이 고기 장수), 기타 판매용 물품을 배달하고 쓰레기(누더기 수거인)를 수거하는 데 사용되었다. 나이젤 로스펠스가 지적했듯이 런던 또는 그 근처에서 개들이 수레를 끄는 것을 금지하는 것은 대부분의 개들이 가족 수입에 기여하는 존재에서 감당할 수 없는 경비로 바뀌면서 주인에 의해 죽임을 당하게 만들었다. 수레견은 손수레를 끄는 사람으로 대체되었다. 약 15만 마리의 개가 죽임을 당하거나 버려졌다. 에리카 퍼지는 힐다 킨의 말을 인용한다:
19세기 동물 복지 캠페인의 핵심은 잔인함을 보지 않으려는 중산층의 욕구이다.— 힐다 킨, Animal Rights, 1998

1911년 동물보호법은 부림개 금지를 왕국의 나머지 지역으로 확대했다. 최대 60만 마리의 개가 죽임을 당하거나 버려졌다.
1911년 동물보호법은 2006년 동물복지법으로 대체되었으며, 이 법은 1934년 동물보호법과 1960년 동물방임법을 포함한 20개 이상의 다른 법률을 대체하고 통합했다. 이 법은 새로운 복지 위반 사항을 도입하여 동물 소유자가 적극적인 돌봄 의무를 지니고, 충분한 영양 및 수의학적 치료 접근과 같은 동물의 기본적인 필요를 제공하지 않는 방임을 불법화했다.
1971년 형사손괴법에 따라 가축은 "손상되거나 파괴될 수 있는" 재산으로 분류될 수 있다. 피고인 이외의 다른 사람이 소유한 동물의 부상 또는 사망에 대해서는 형사손괴죄가 적절할 수 있으며, 2006년 동물복지법에 따른 기소도 적절할 수 있다.

### 오세아니아

#### 오스트레일리아
오스트레일리아에서는 모든 주와 준주가 동물 복지를 규율하는 법률을 제정했다. 해당 법률은 다음과 같다:
- 1992년 동물복지법 (ACT)[297][298]
- 1979년 동물학대방지법 (NSW)[299][300]
- 동물복지법 (NT)[301][302]
- 2001년 동물 돌봄 및 보호법 (Qld)[303][304]
- 1985년 동물복지법 (SA)[305][306]
- 1993년 동물복지법 (Tas)[307][308]
- 1986년 동물학대방지법 (Vic)[309][310]
- 2002년 동물복지법 (WA)[311][312]

동물 복지법은 동물을 적절하게 보호하지 못한다는 비판을 받아왔다. 경찰은 형사 사건 기소에 대한 전반적인 관할권을 유지하지만, 많은 주에서는 RSPCA 및 기타 동물 복지 자선 단체 직원들에게 동물 학대 범죄를 조사하고 기소할 권한이 부여된다.

#### 뉴질랜드
1999년 동물복지법은 동물을 학대 행위로부터 보호한다.

## 같이 보기
- 유기견
- 강아지 공장
- 애니멀 호딩
- 보신탕
- 동물권
- 동물보호법